# Cotilla

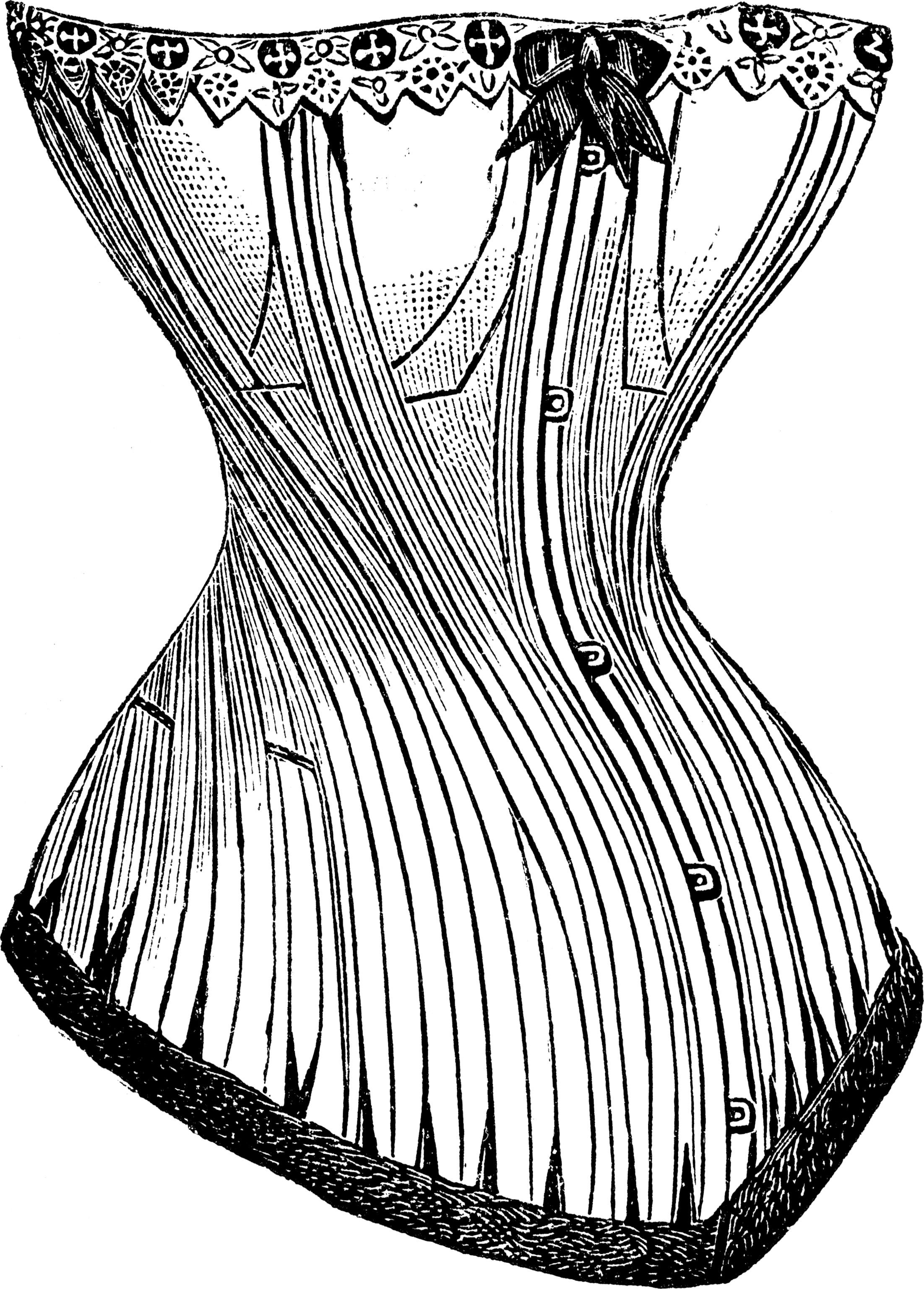
Una cotilla, dècada del 1880.

Una cotilla o cosset és una peça de roba interior femenina que va ser portada des del segle xvi al segle xx, reforçada amb costelles (també dites balenes) i destinada a modelar el bust tot seguint criteris estètics variables amb el pas del temps. Essencialment té dos efectes: per una banda afinar la cintura, d'altra sostenir el pit.
Cosset és sinònim de cotilla, però designa també una peça de roba exterior, habitualment fosca i menys delicada, també més tova i còmoda, que es porta per sobre de la roba, i no per sota, i es tanca davant.

## Història
Malgrat raríssimes incursions molt aïllades en l'Antiguitat (cretencs que marcaven la seua cintura mitjançant faixes de cuiro ajustades), la cotilla pròpiament dita, amb barnilles i per reduir la cintura, no va existir fins al Renaixement —tampoc durant l'edat mitjana, que la va ignorar completament.
Apareguda a la cort espanyola del segle xvi, i després ràpidament estesa per les altres corts europees, la cotilla va modelar inicialment el cos de la noblesa; se suposa que per remarcar la «honestedat» i la fermesa d'esperit i de maneres d'aquells que es volien diferents de la societat que regentaven. La moda va ser imitada ràpidament en medis burgesos; als segles xvii i xviii en portava una bona part de la població, i fins i tot en els medis més populars, en versions més simples i amb menys barnilles. Les dones del poble que volien imitar les grans dames eren víctimes dels caricaturistes, però socialment acceptades.

### Segle XVI
Forma cònica, punta més baixa que la cintura, pit aplanat. Cap o poca reducció de cintura del segle xvi al xviii, més aviat una «conformació» cònica del bust. Procedent de l'univers masculí i militar, la cotilla era més aviat percebuda com una «armadura» física i moral reservada a l'alta societat.

### Seglexvii
Forma cònica, aparició de petits panells decoratius a la part de davall: cues tallades.

### Seglexviii
Forma cònica, feta amb capes de lli que en els de classe més alta podien recobrir-se amb seda o cotó estampat. Es podia cordar per davant o bé per darrera i per davant; en alguns casos no es tancava completament per davant i l'espai que quedava es tapava amb la «peça d'estómac», una peça triangular sovint extraïble, ricament ornamentada per davant.
La part superior del «Gran vestit de cort» femení, un tipus de vestit molt formal, era una cotilla molt estreta i rígida incorporada en la construcció del propi vestit, de forma cònica i estreta, que comprimia fortament les costelles flotants (baixes); amb uns tirants que projectaven les espatles cap enrere, tot acostant els omòplats i fent una esquena molt dreta i una bella col·locació del cap. És potser la forma de cotilla més rígida mai portada.
Tot i així, en la majoria d'àmbits la cotilla era una peça independent. La compressió de la cintura era mínima i la il·lusió d'una cintura estreta s'aconseguia sobretot gràcies al contrast amb el gran volum de les faldilles. Així mateix, els pits quedaven aixecats, més que comprimits contra les costelles.
La cotilla servia per a donar suport al pit i a l'esquena, per a evitar que les formes es marquessin a través de la roba (el que s'hagués considerat immodest) i per a proporcionar una superfície llisa i sense arrugues a sobre la qual lluir els teixits i decoracions del vestit que es duia a sobre.

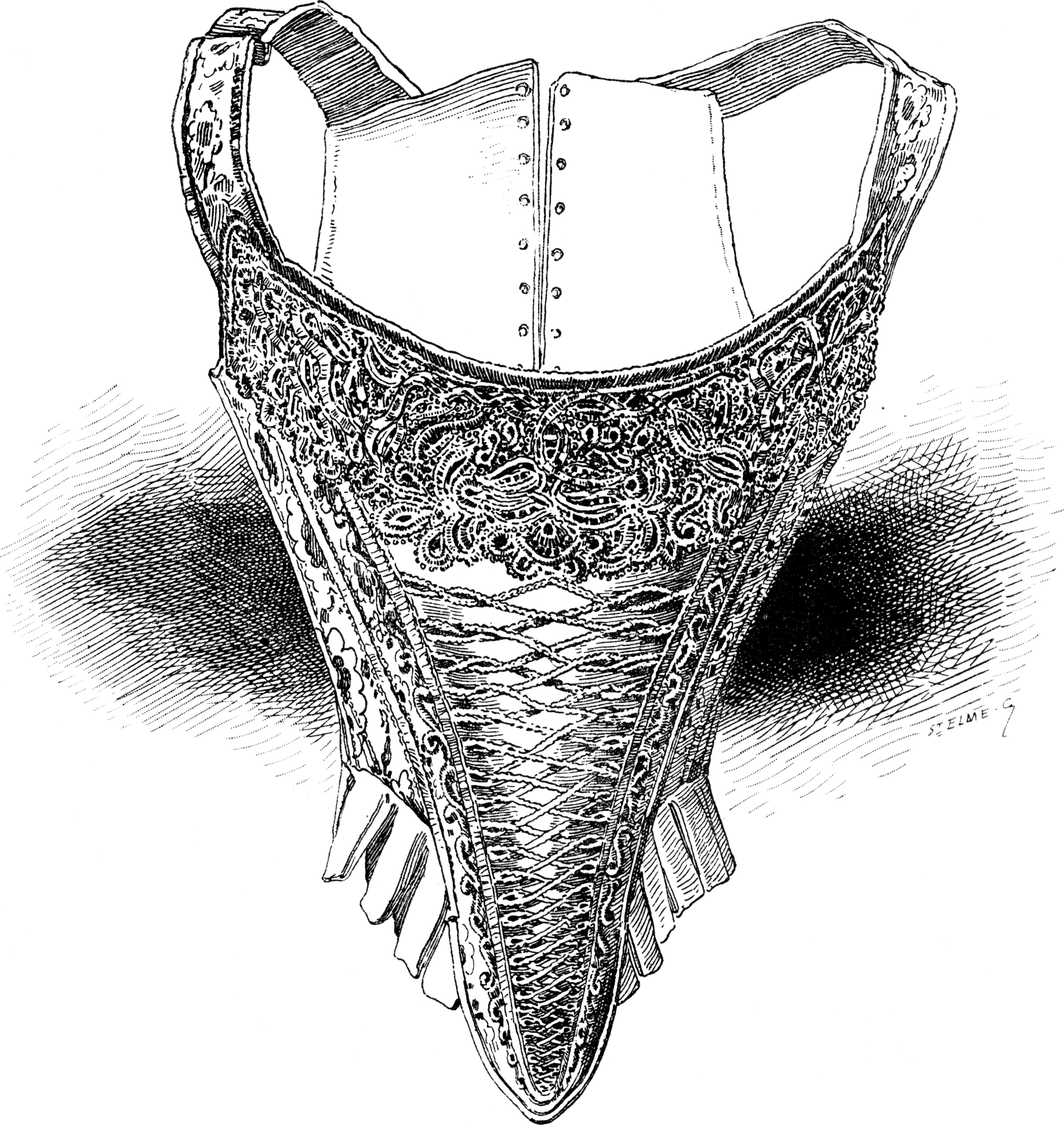
Cotilla del segle xviii.
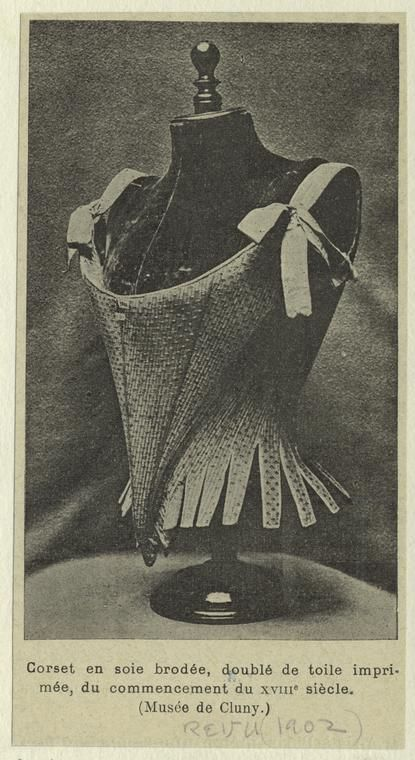
Cotilla de seda, museu de Cluny, segle xviii.
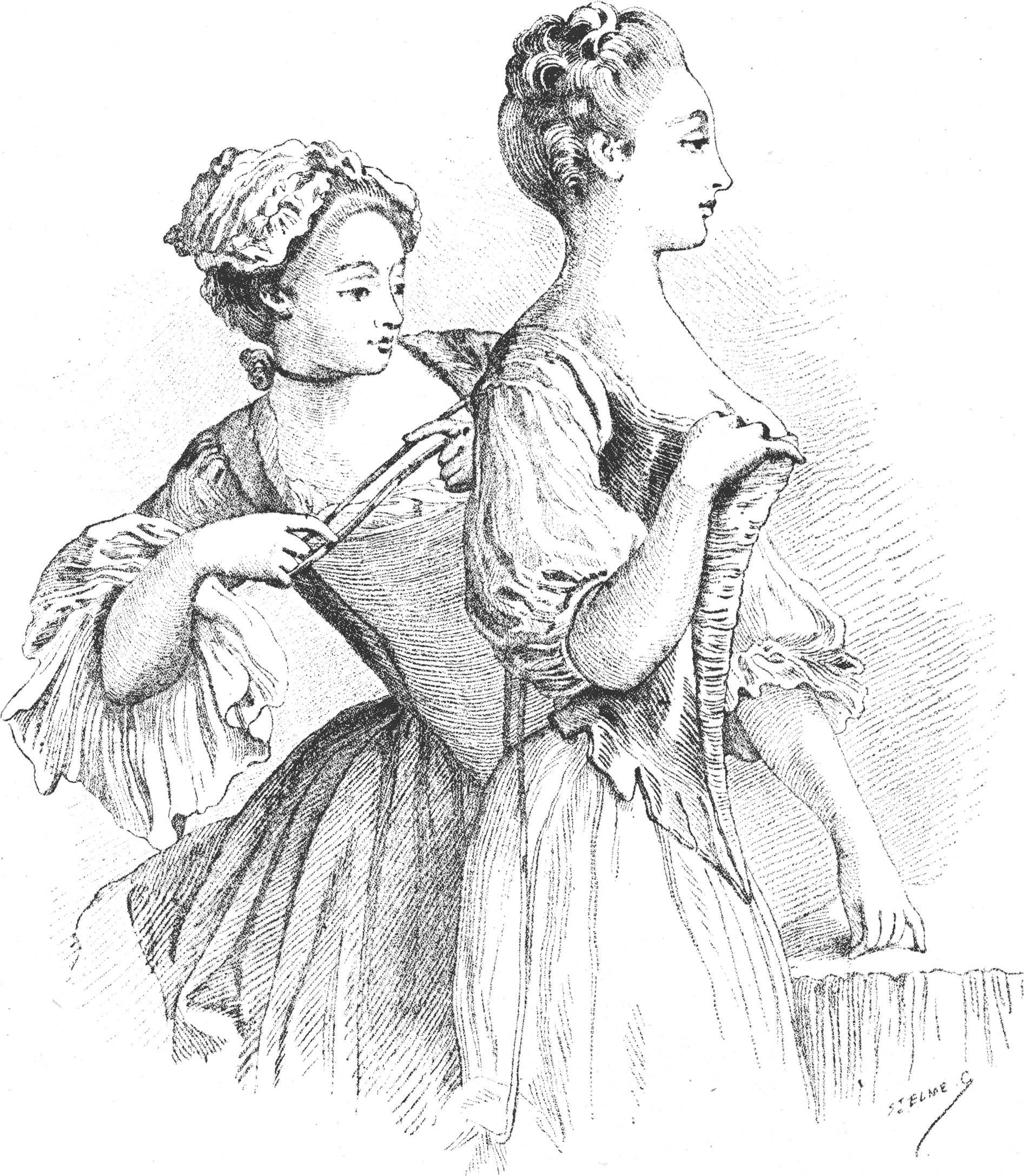
El vestit d'una dama elegant.
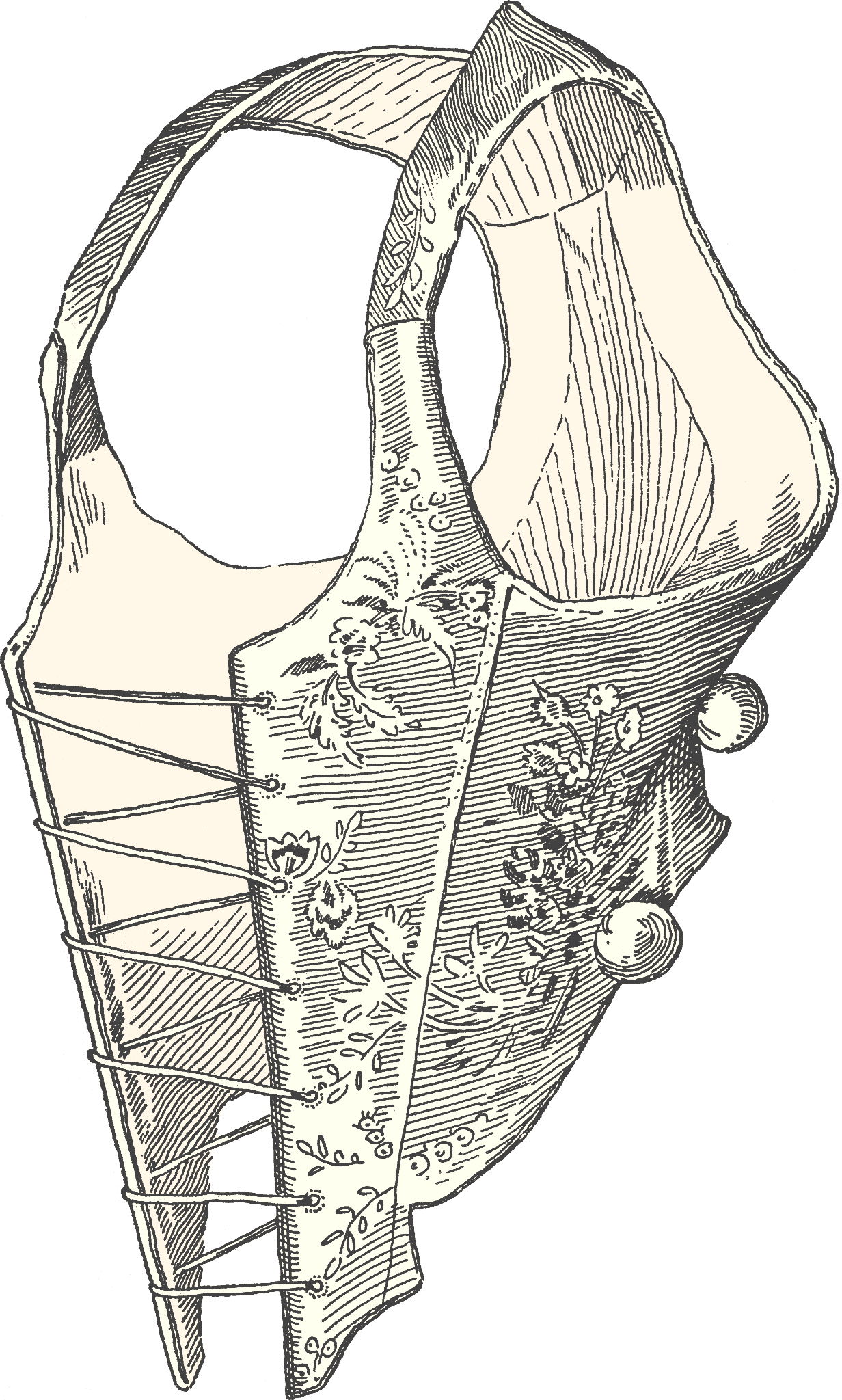
Cosset amb barnilles del segle xviii.
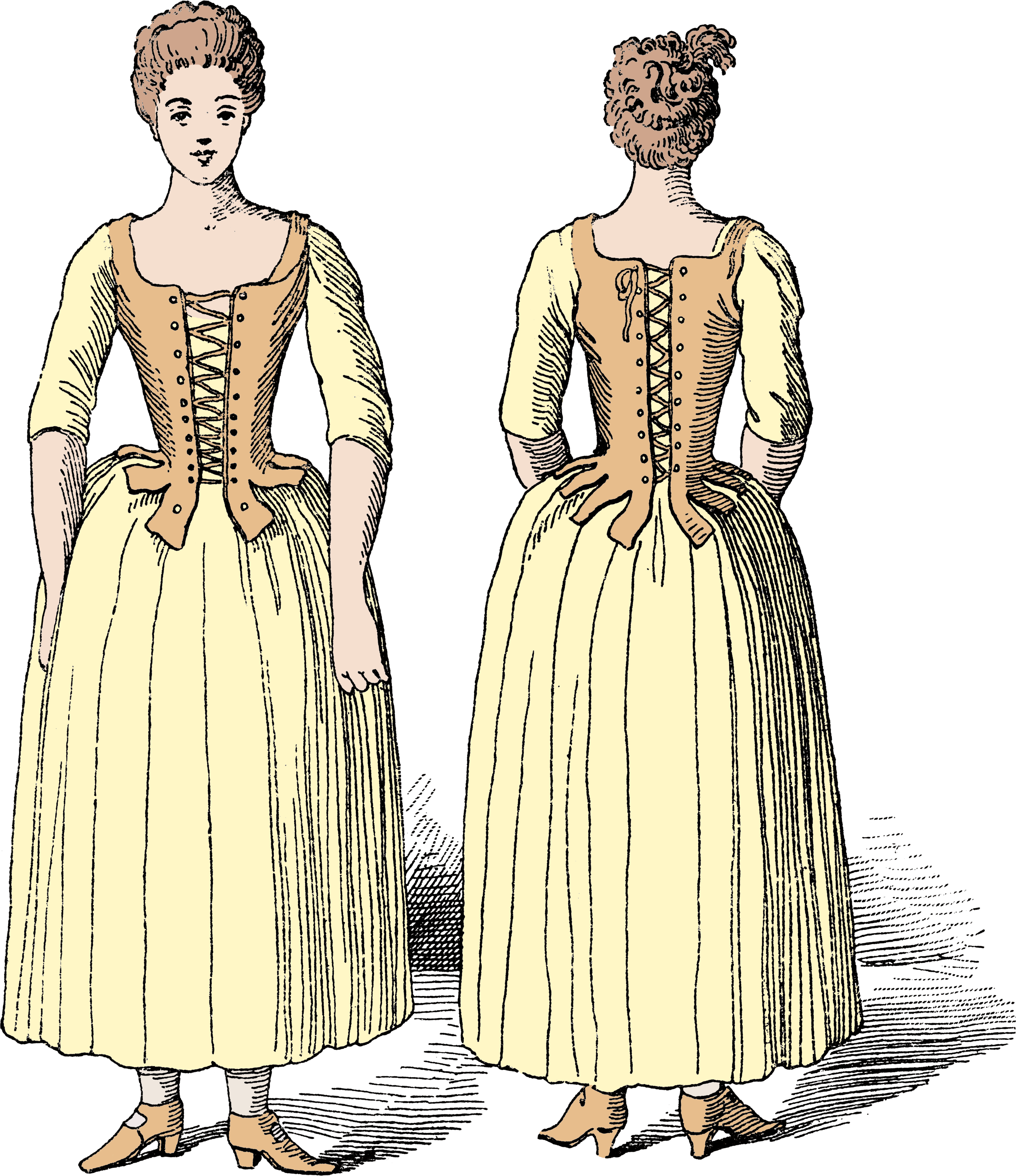
Cotilla de cuir per a persones modestes.

### 1795-1805
A França, després de la Revolució hi va haver una breu desaparició de la cotilla (moda «romana» i després «cintura Imperi»).

### Anys 1810-1830
Retorn de la cotilla, de forma totalment diferent: en forma de «rellotge de sorra», amb moltes corbes i ja no cònic, reducció de la cintura (que és bastant alta), prolongat sobre els malucs, pits ja no aplanats cap amunt, sinó sostinguts i separats.

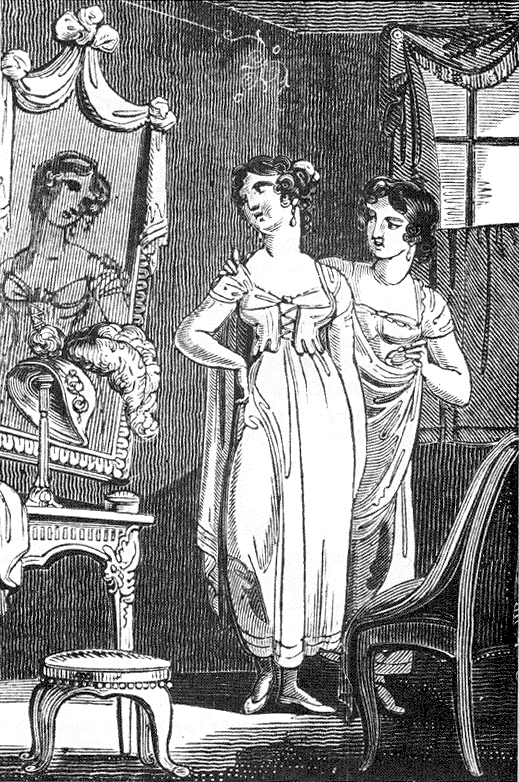
Primer retorn de la cotilla, en forma de samarreta, vers 1810.
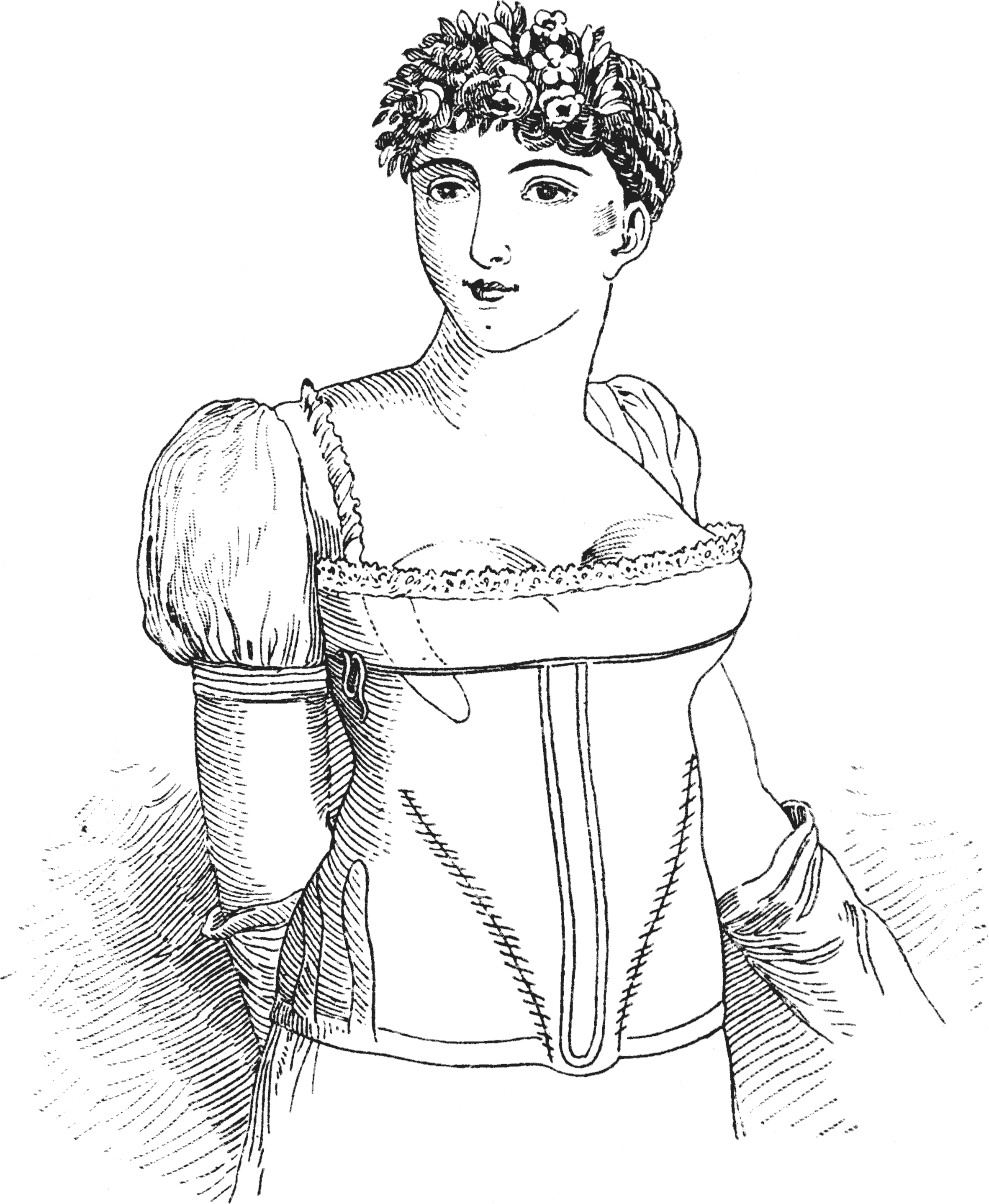
Cotilla «à la Ninon», vers 1810.
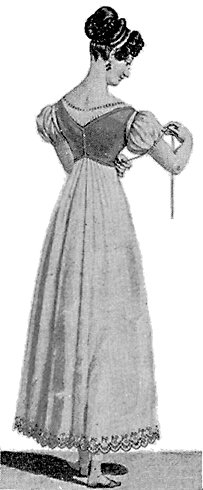
1822.
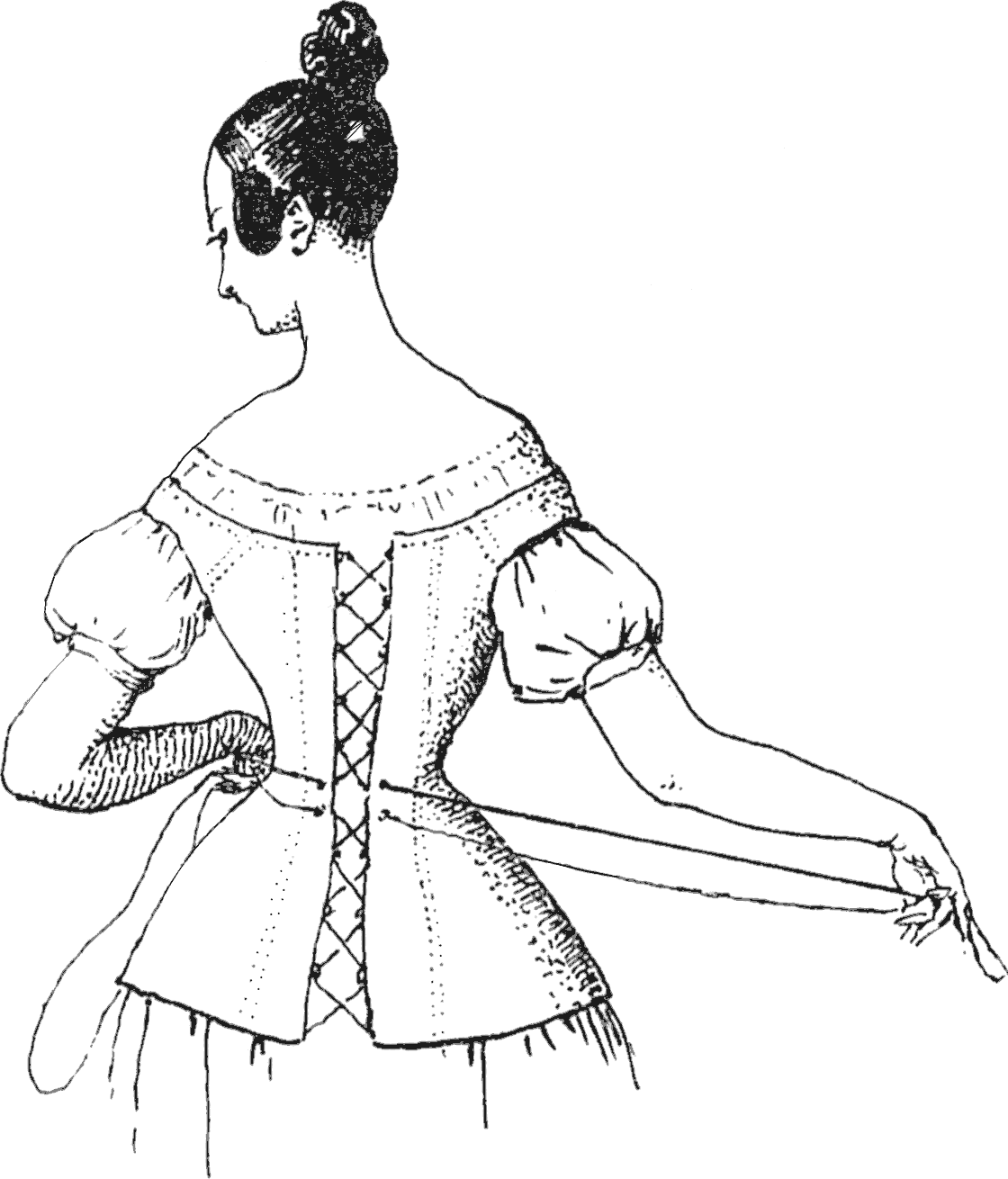
1835.

### Anys 1840-1850
Desaparició dels tirants, important reducció de la cintura, construcció en «bandes» verticals. Aparició de les barnilles metàl·liques (i ja no, o rarament, de barbes de balena), i dels traus mecànics (i no brodats a mà, més fràgils). Invenció de l'element frontal metàl·lic amb ganxets.

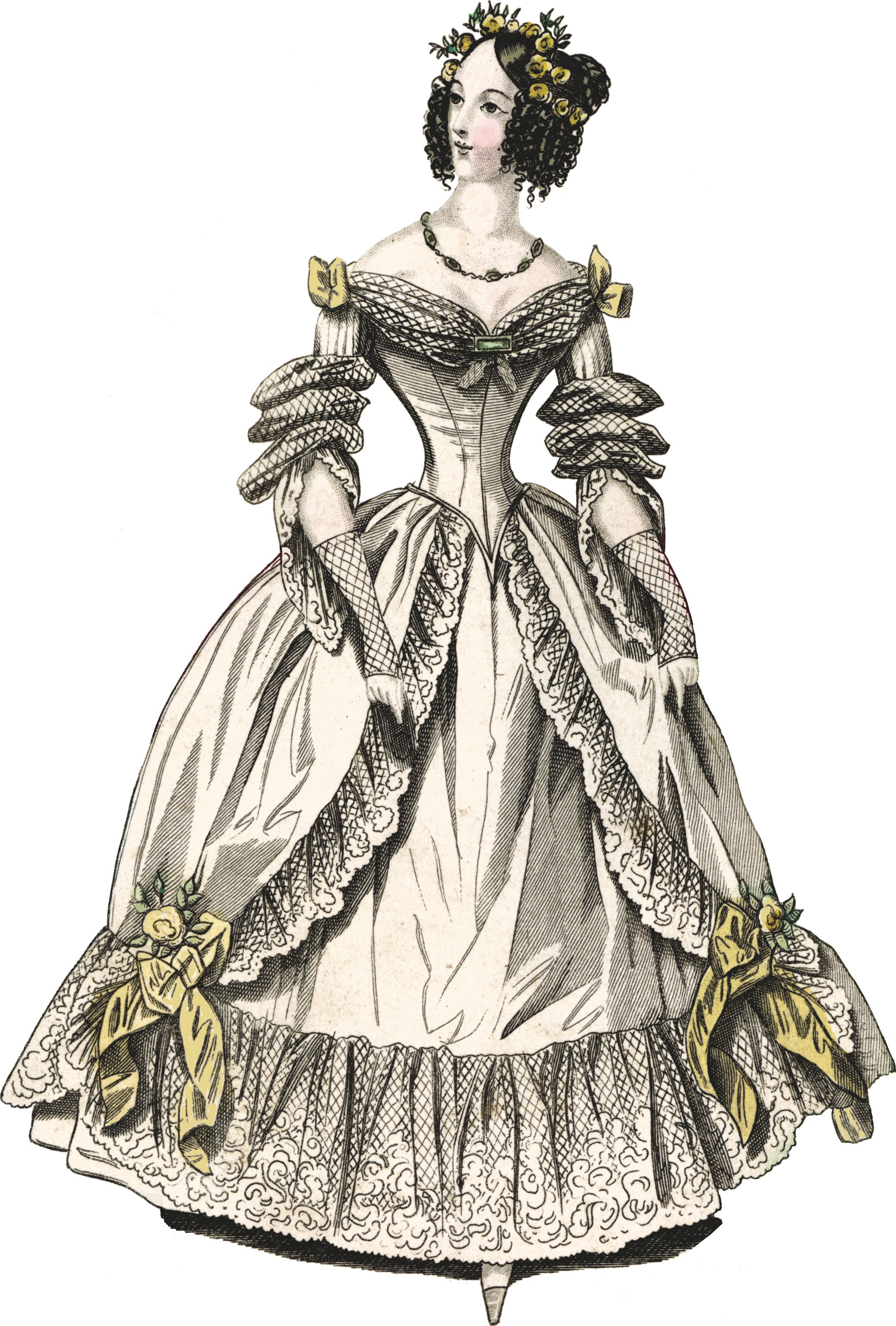
Vers 1840.
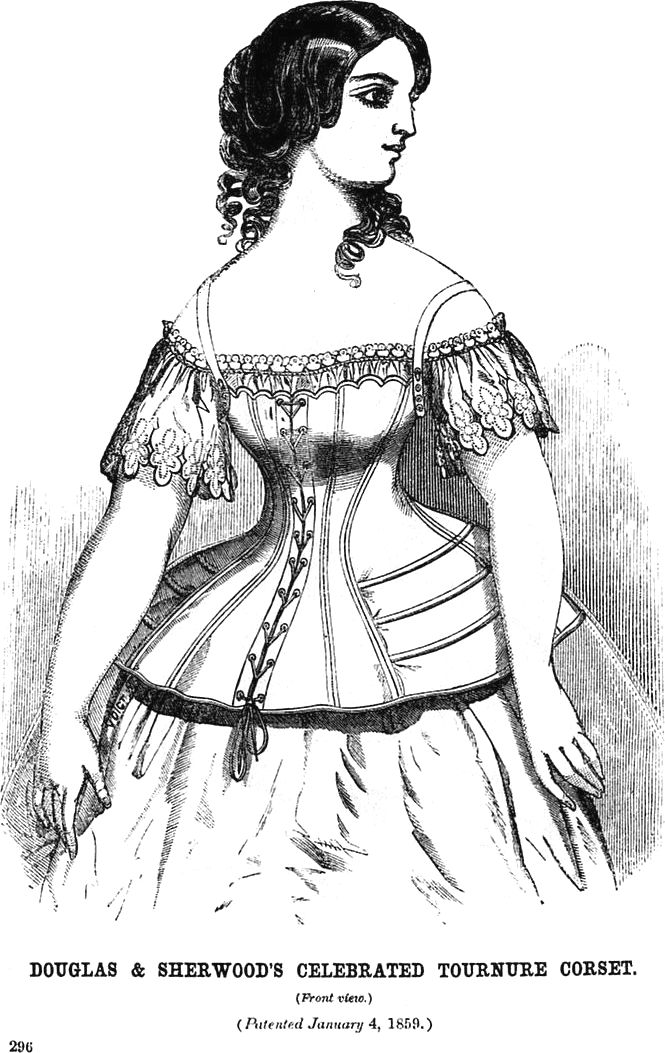
1859

### Anys 1860
La cotilla és molt curta, alhora es redueix sota el pit (cobreix a penes el mugrons, i els pits es porten baixos) i sobre els malucs. La cotilla 1860 fa una forma de «calder» característica d'aquesta època.

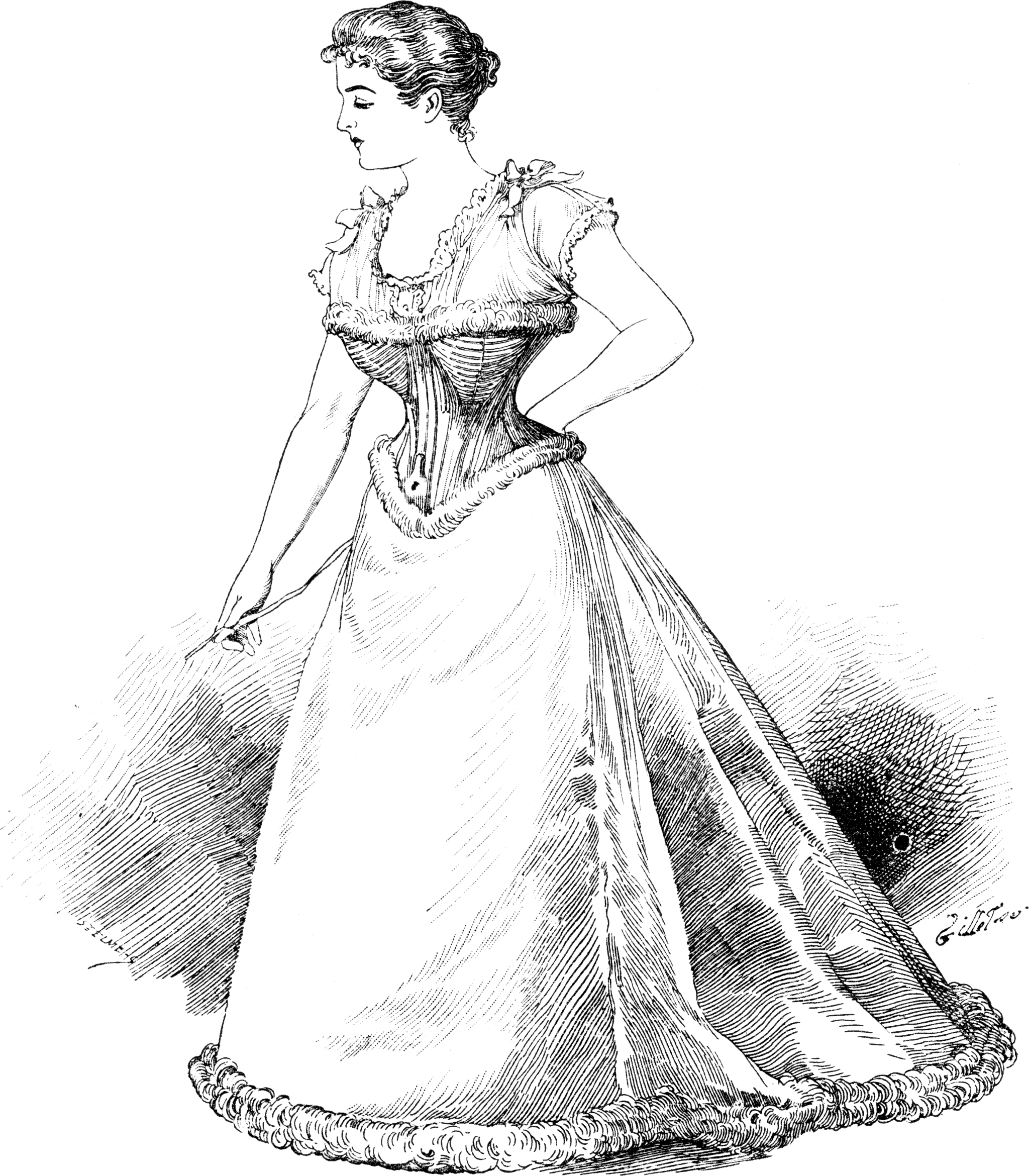
1867
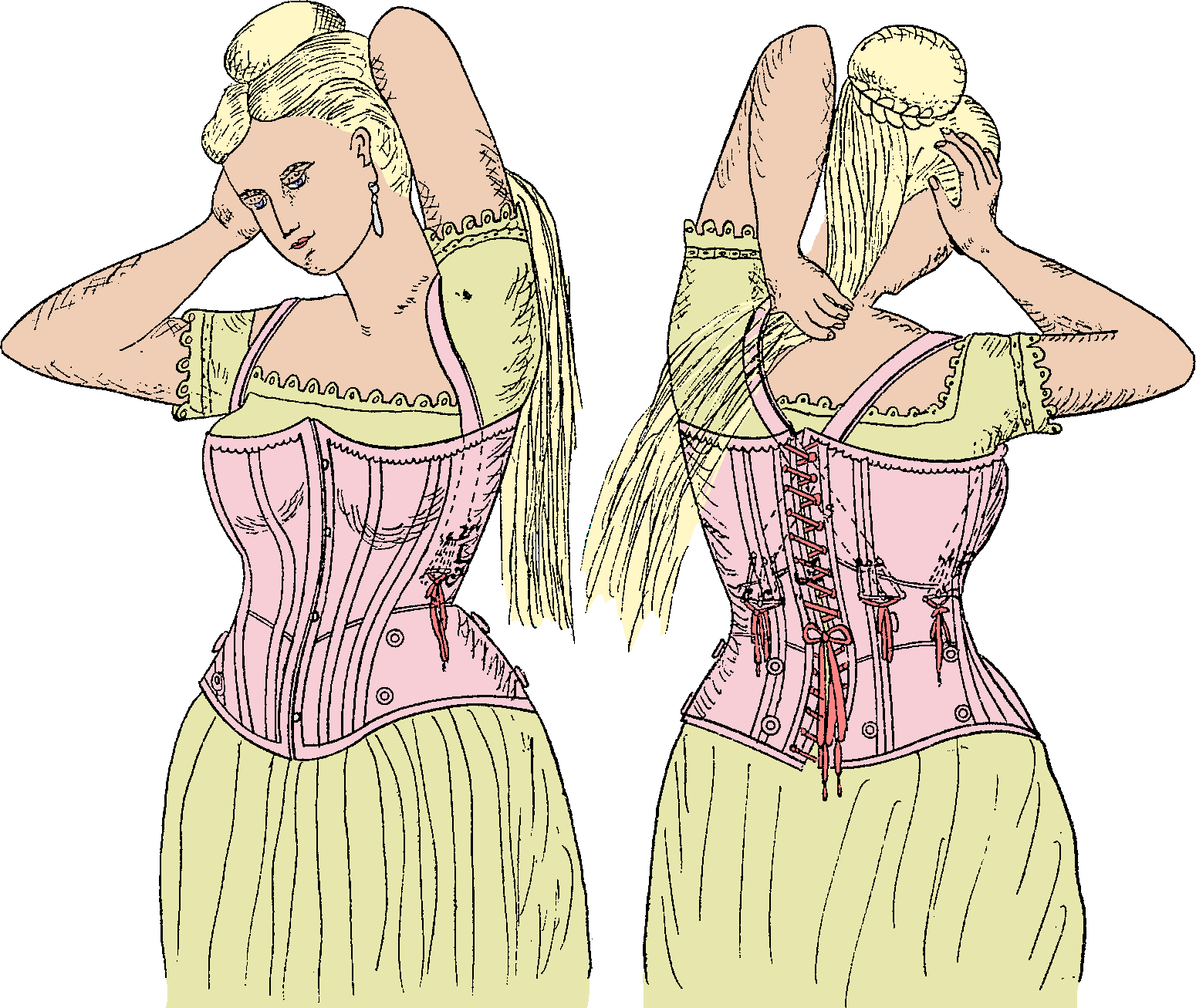
1868
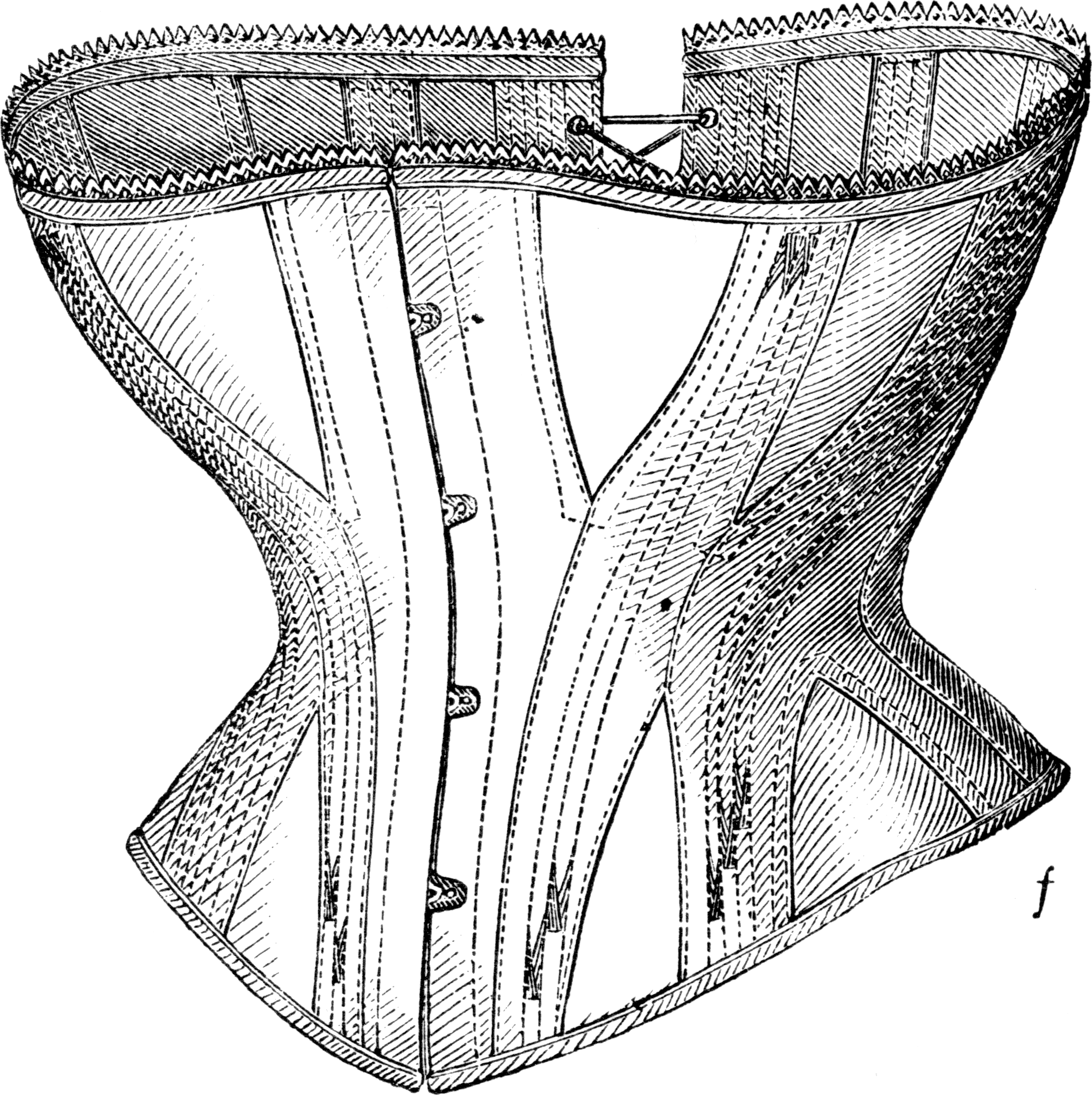
1869

### Anys 1870
La cotilla s'allarga. De vegades, s'hi insereixen peces d'elàstic, material nou, sobre els malucs. S'utilitzen peces triangulars de tela per al pit i els malucs.

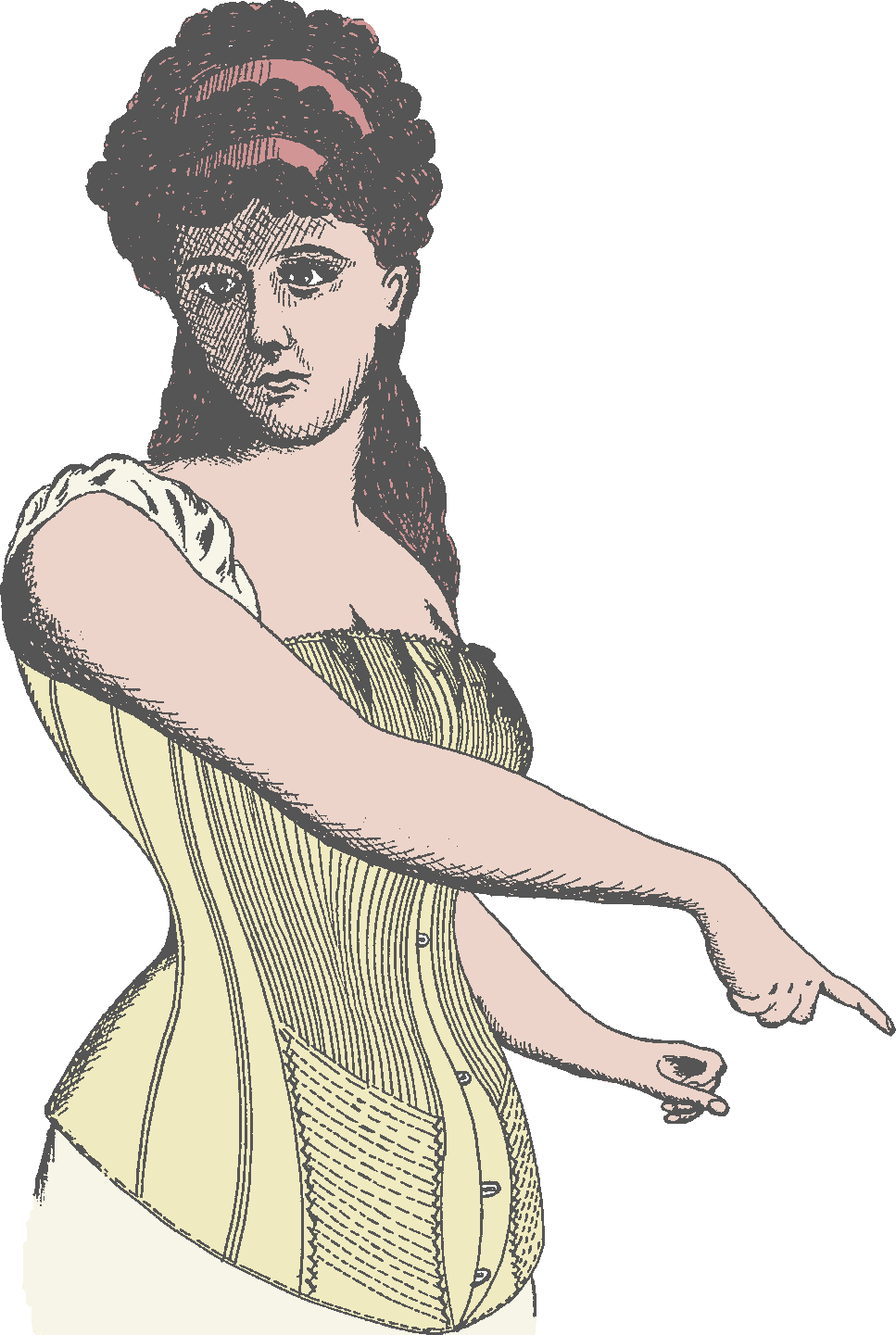
1878.
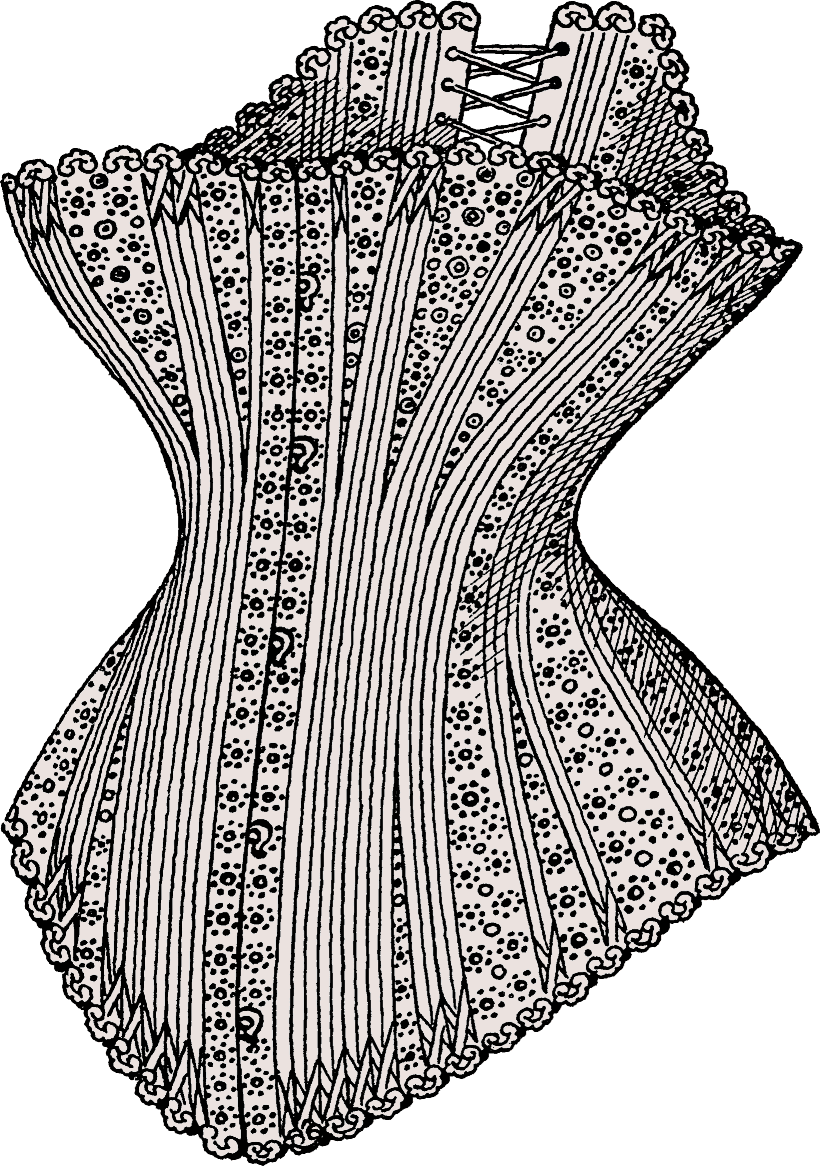
Vers 1880.
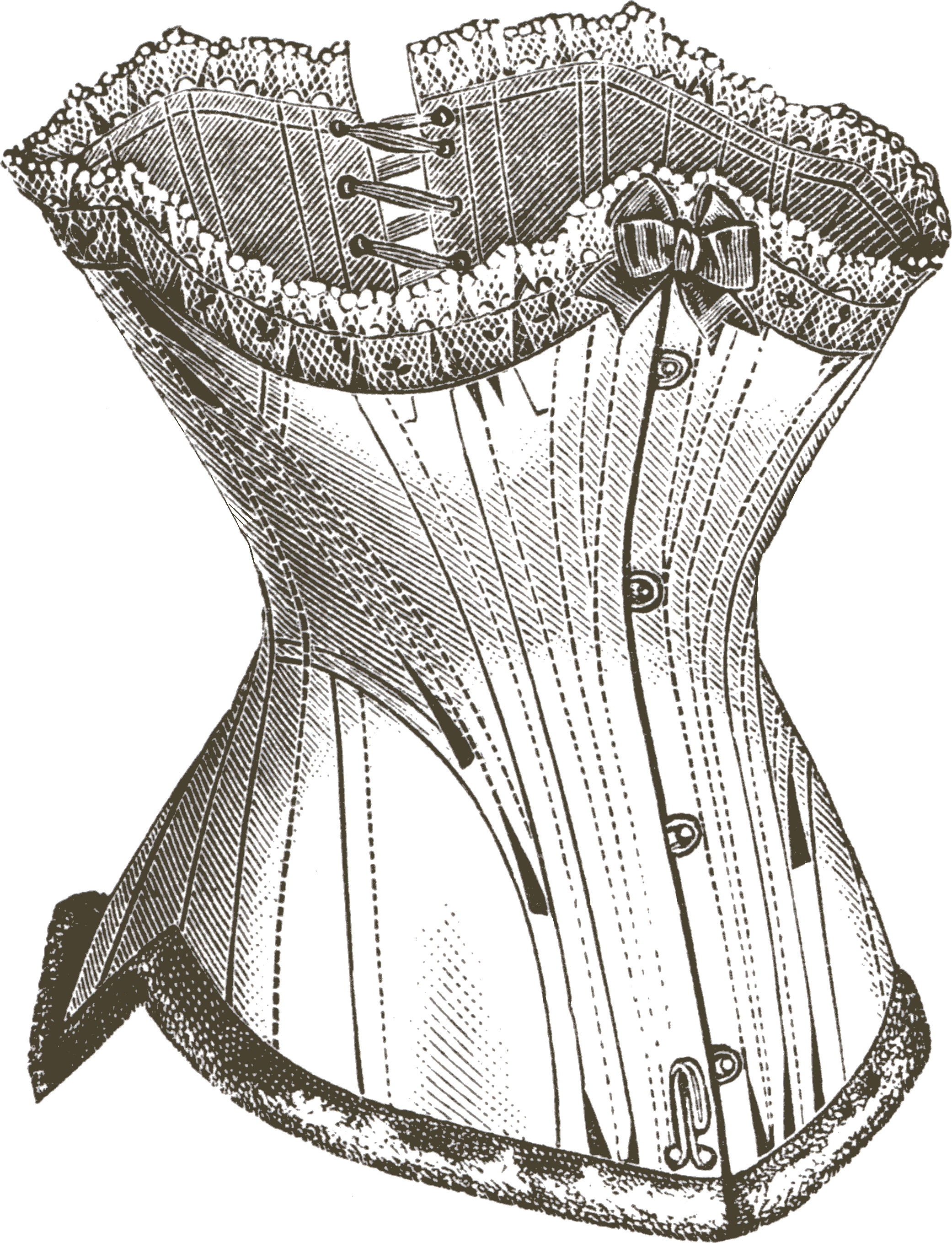
1882.

### Anys 1880-1890
El bust s'allarga encara més. És l'època del tancament amb ganxets de la part davantera «en cullera», ja no recte sinó acompanyant la corba del ventre. Apareix el color.

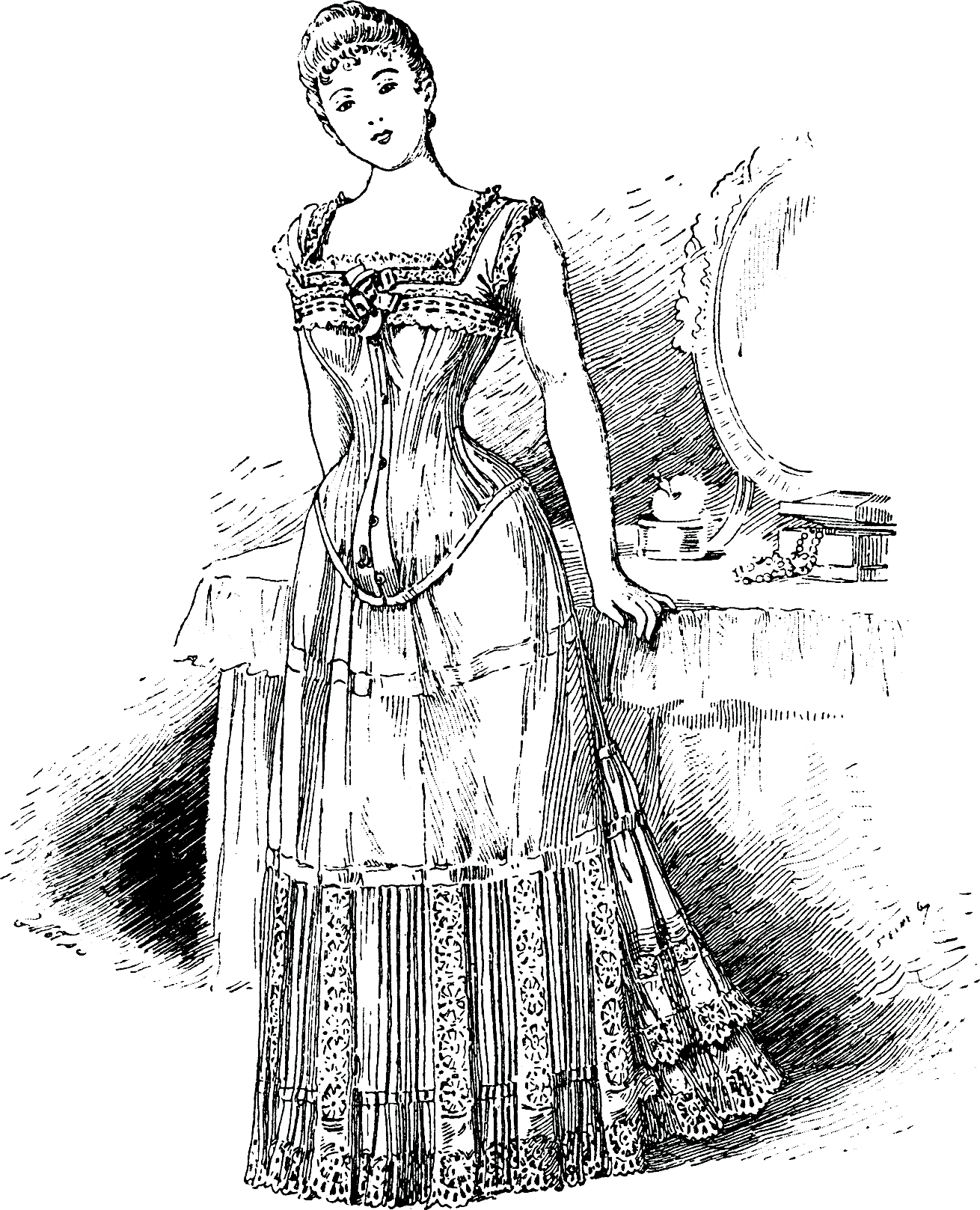
Cotilla de prop de 1880, amb perfil de cullera.
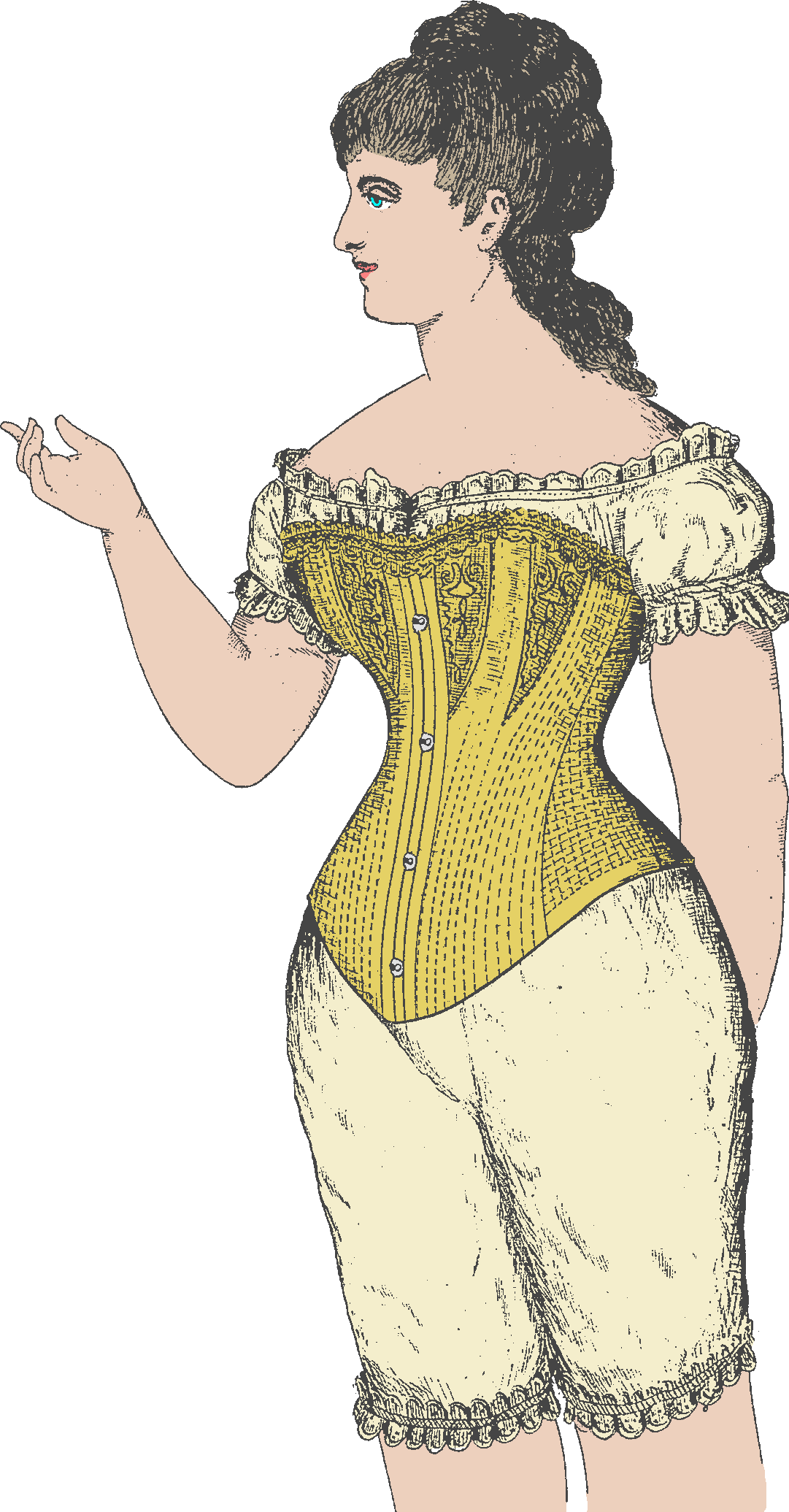
1884
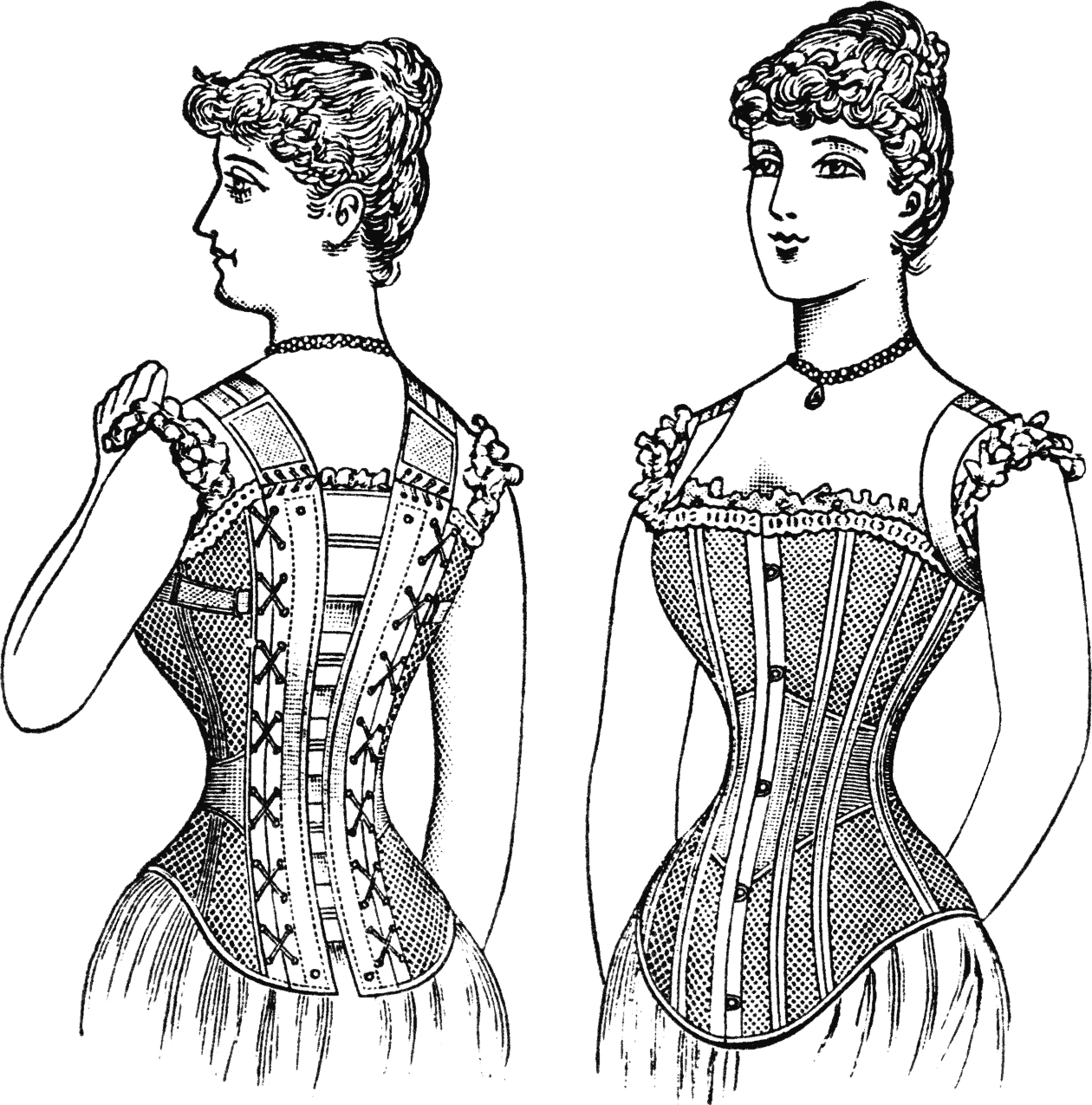
1890
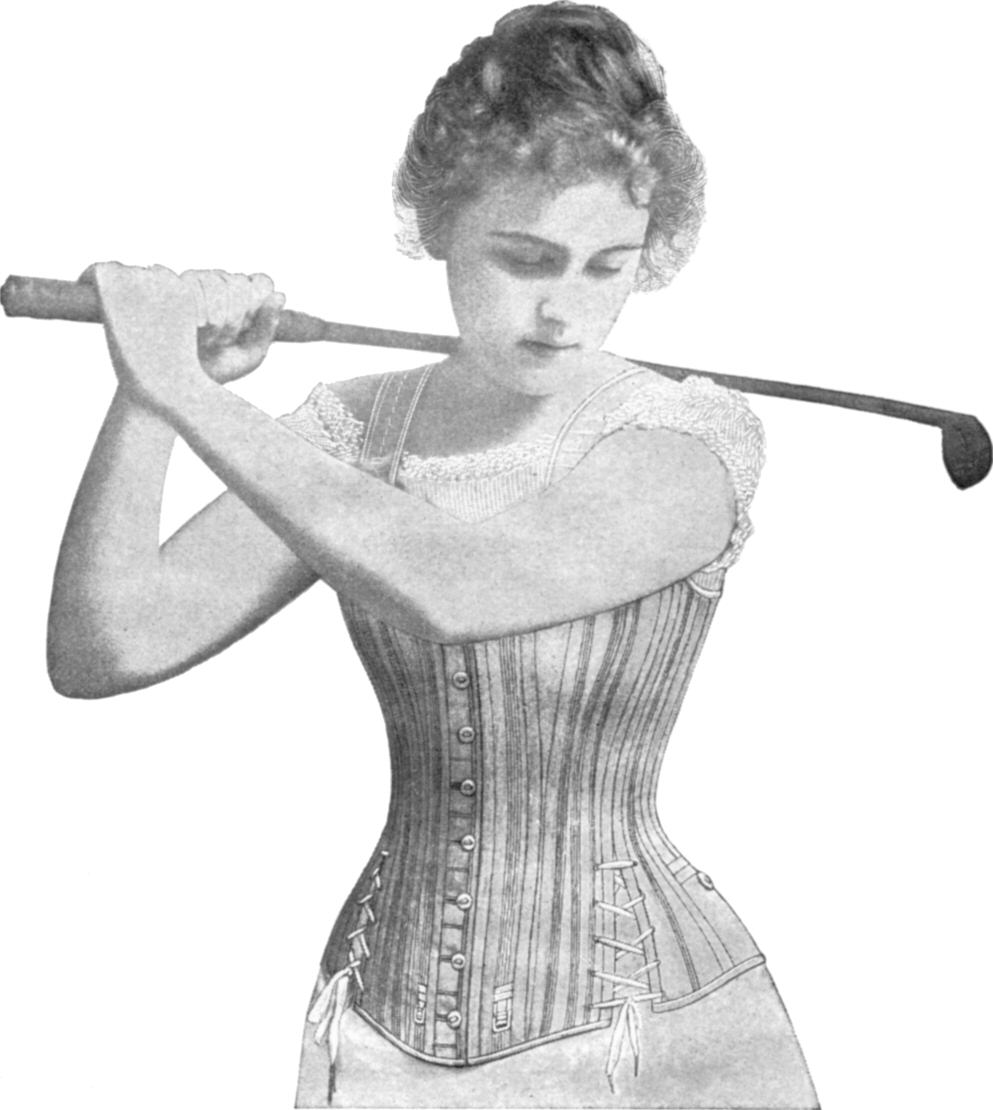
Publicitat, vers 1890.

Són les cotilles d'aquesta època (la segona meitat del segle xix) les que amb més força han impregnat l'imaginari col·lectiu i venen immediatament a la memòria quan es parla de «cotilla» —encara que aquestes hagen pogut tenir formes ben diferents en altres èpoques. Tenen la famosa forma de «rellotge d'arena».

### Belle Époque
Canvi important de forma: el tancament amb ganxets de la part davantera esdevé molt recte, molt rígid i molt llarg, el ventre ja no fa cap corba, les peces de la cotilla es tallen de manera molt diferent. Les natges es projecten cap enrere, molt arquejades, els malucs amples. El pit és baix. És la nova cotilla dita «recta davant» o cotilla abdominal, inventada per Inès Gaches-Sarraute.

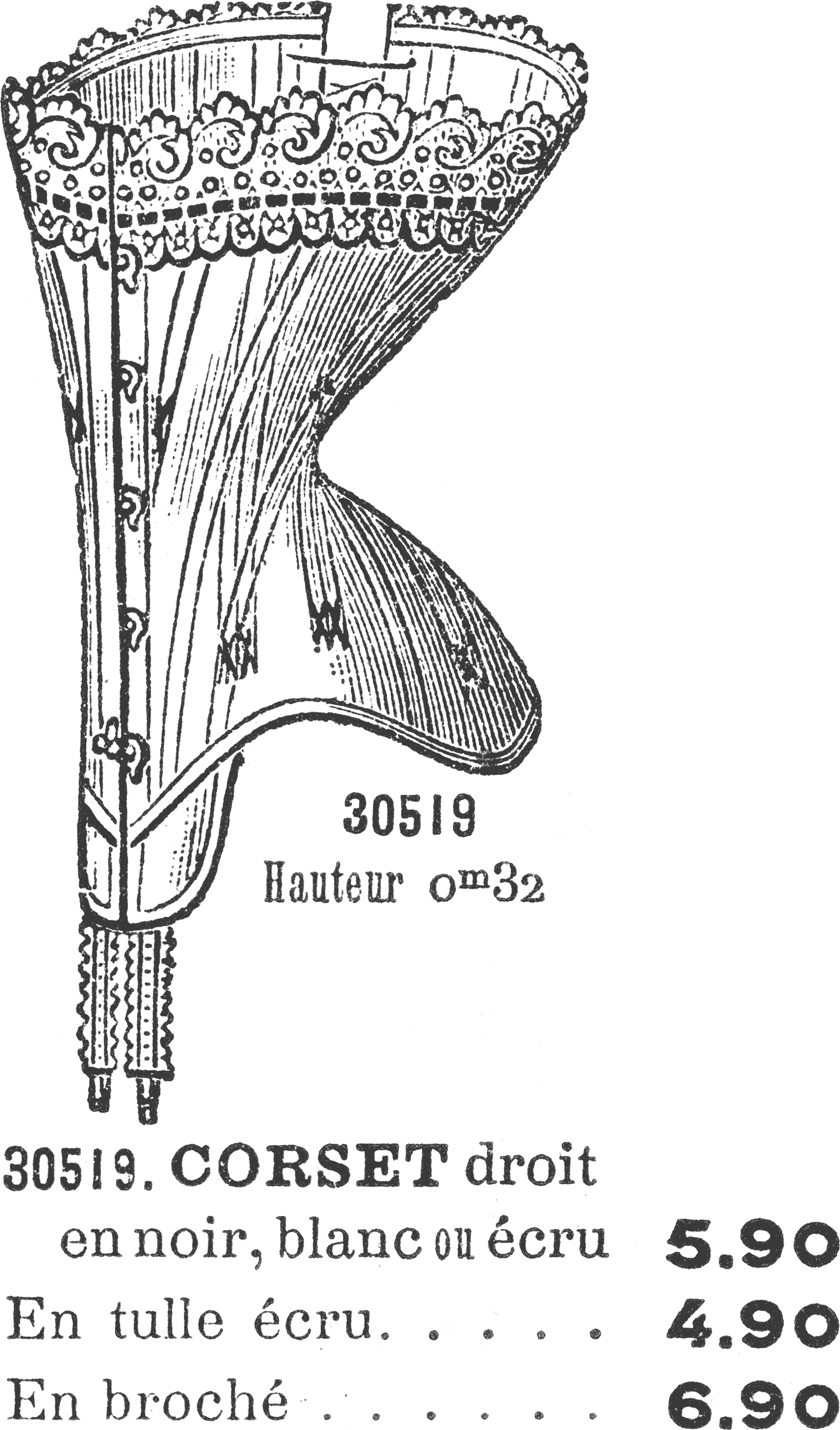
Cotilla Belle Époque o «recta davant» (1908).
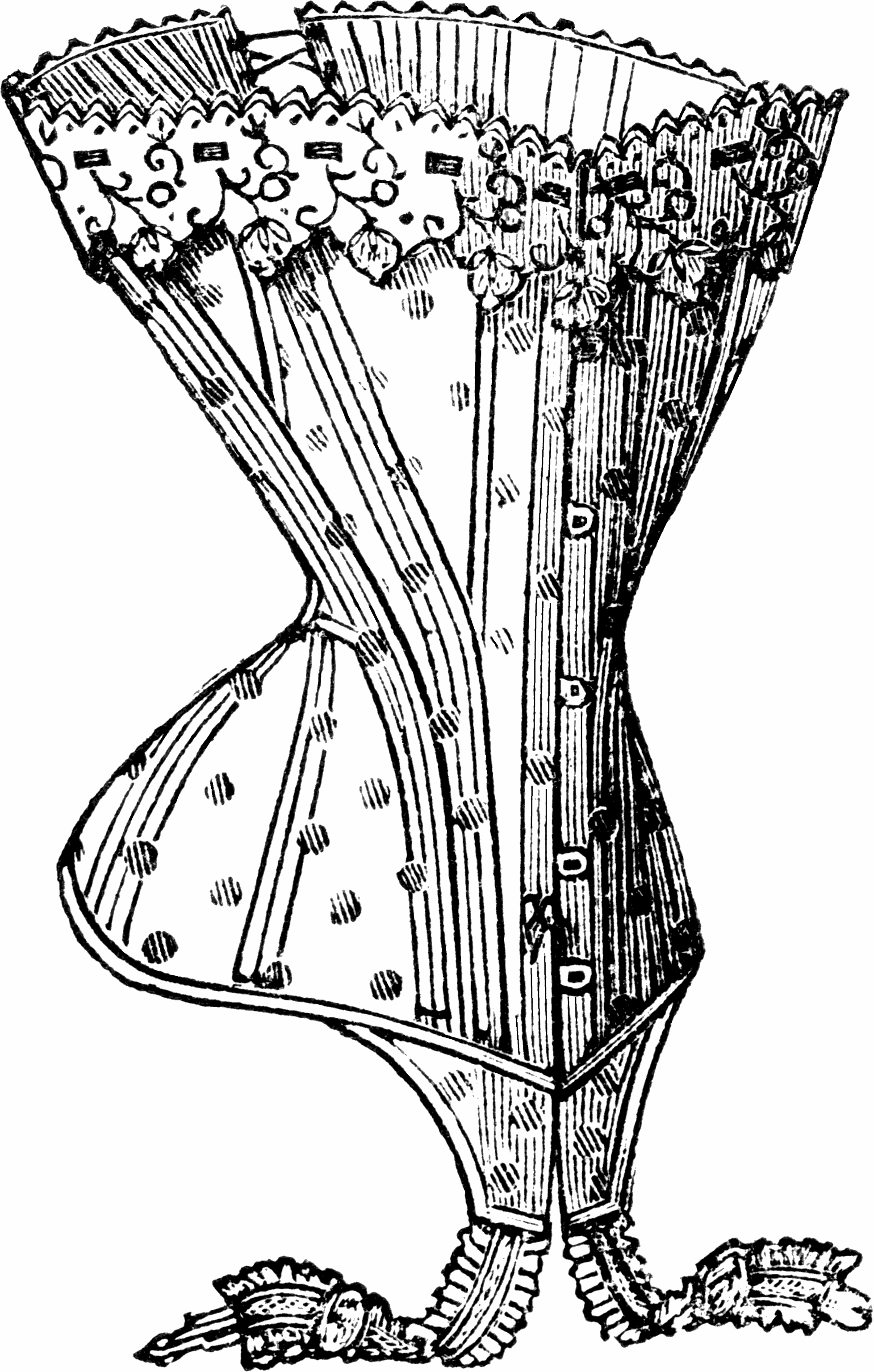
Cotilla, París, 1905.
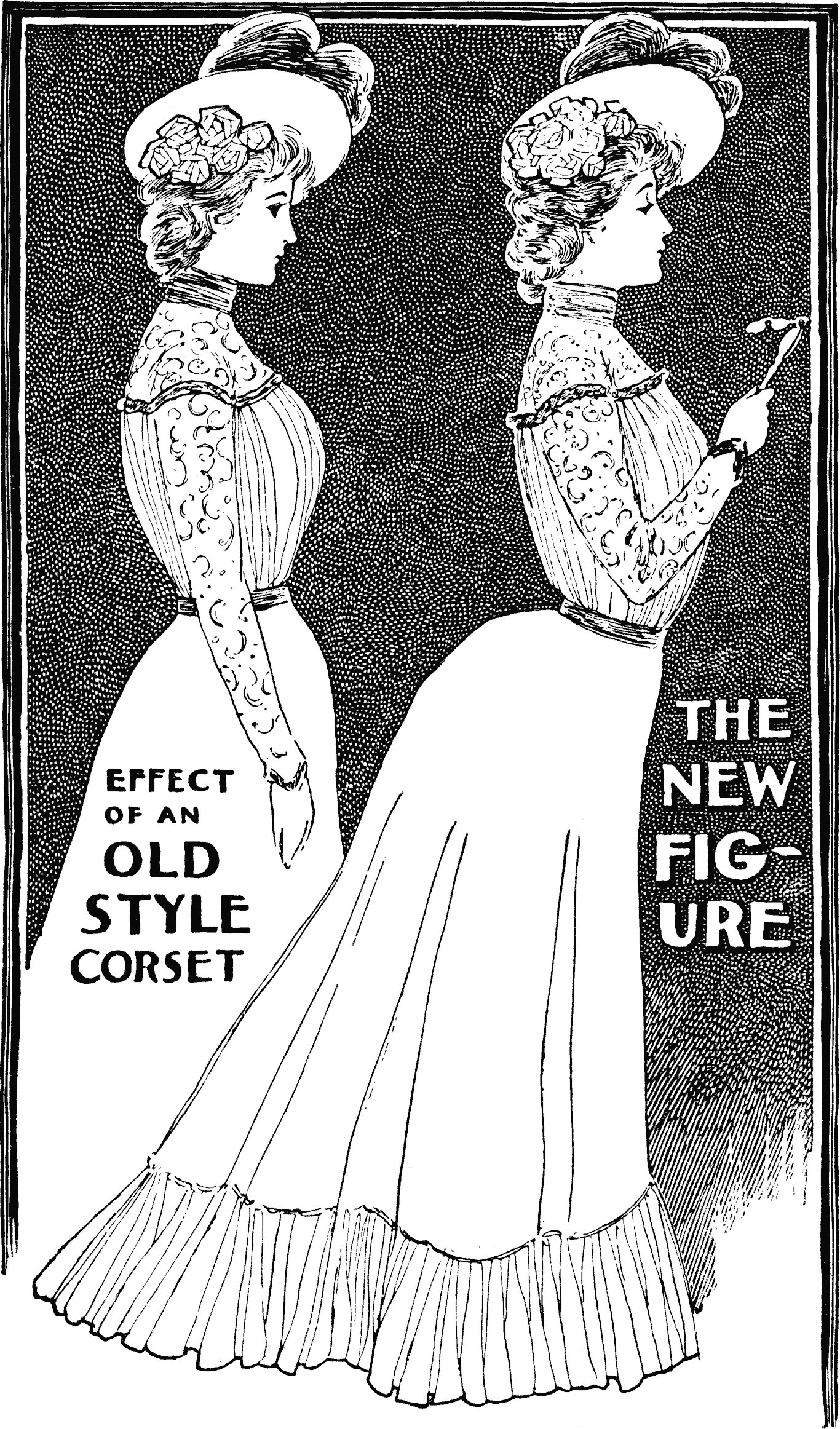
Il·lustració de 1900 que mostra les diferències entre l'antiga forma de rellotge d'arena i la nova forma Belle Époque.
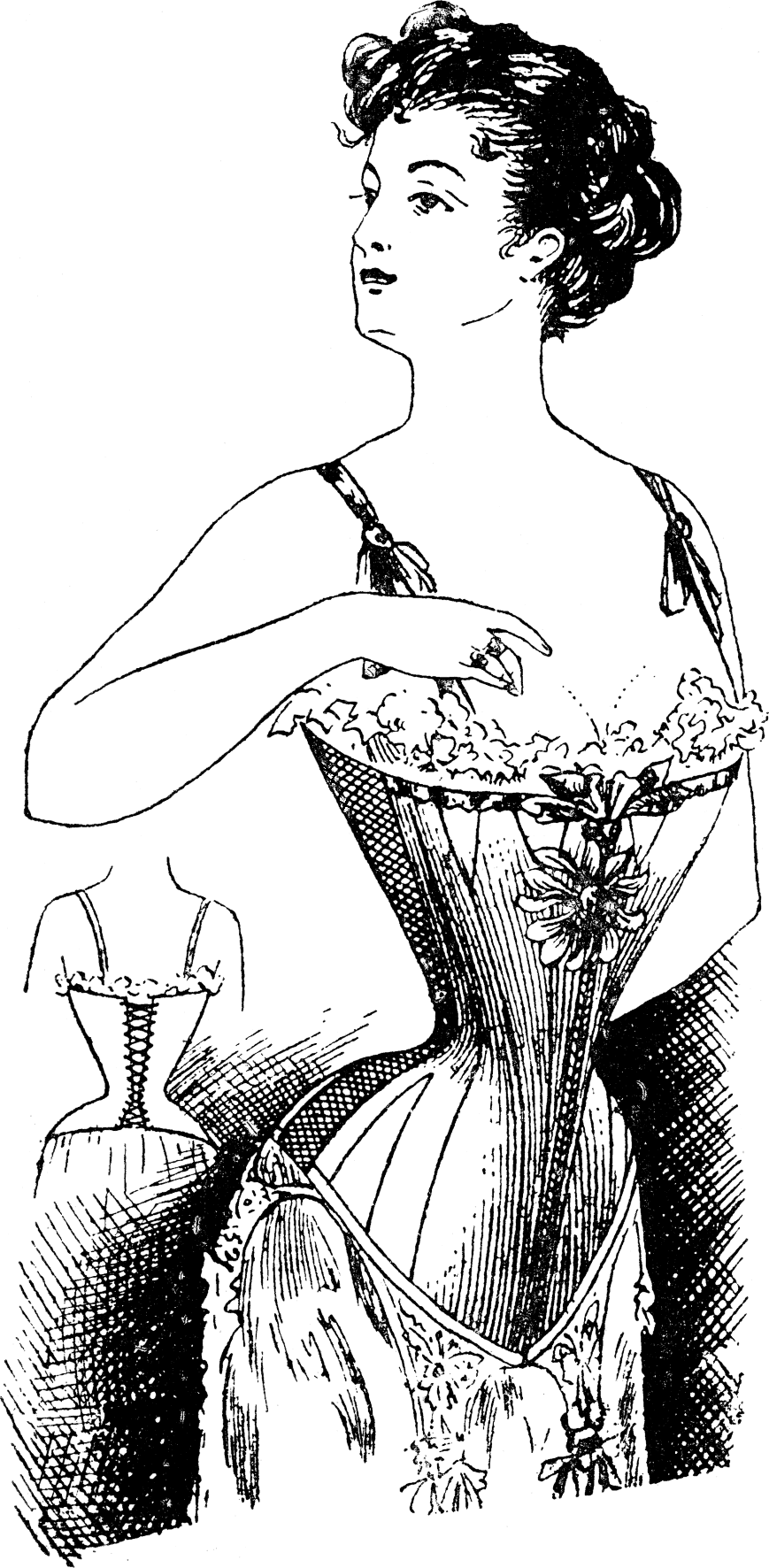
1904.

### Anys 1910
La part superior de la cotilla se situa a l'alçada del fetge; la part inferior s'allarga sensiblement.

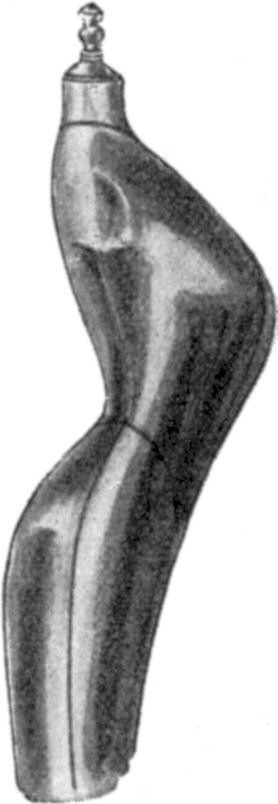
Maniquí que mostra la nova forma amb malucs molt estrets, vers 1908-1910.
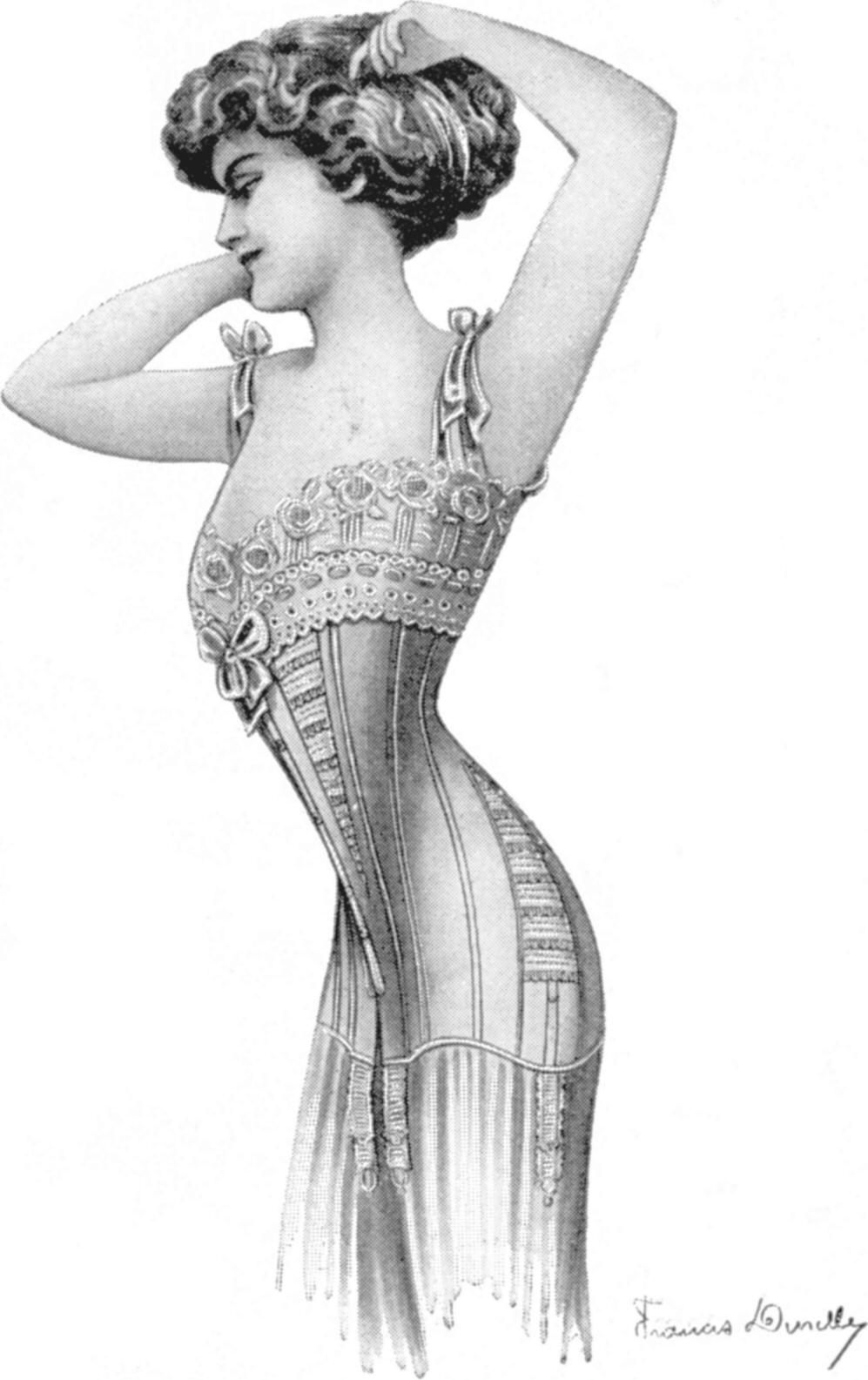
1910
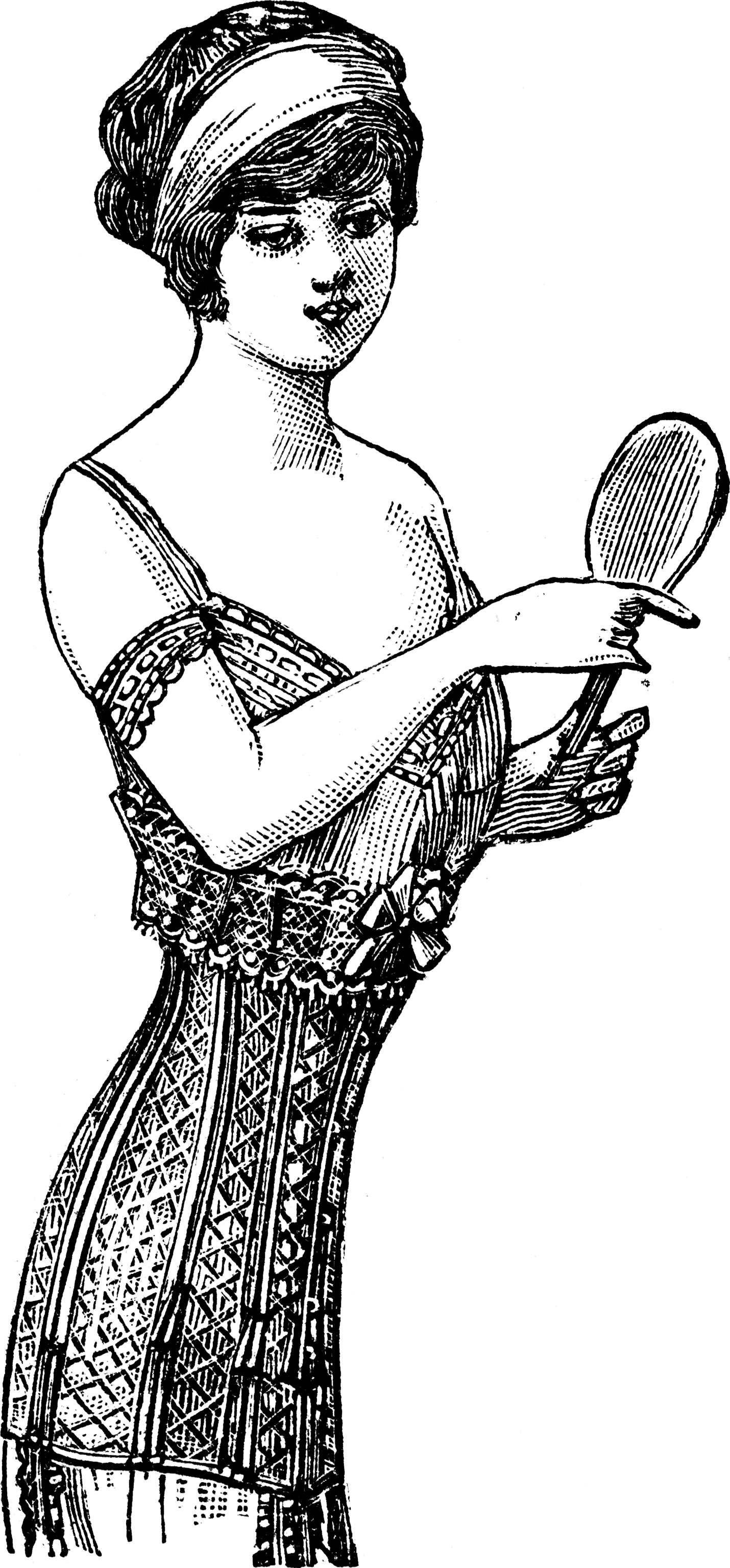
1910

### Anys 1920
La cotilla continua baixant per evolucionar a una mena de faixa. La cintura ja quasi no es marca, mentre que els malucs i les cuixes s'aplanen per satisfer l'aspecte «tubular» dels anys 1920.

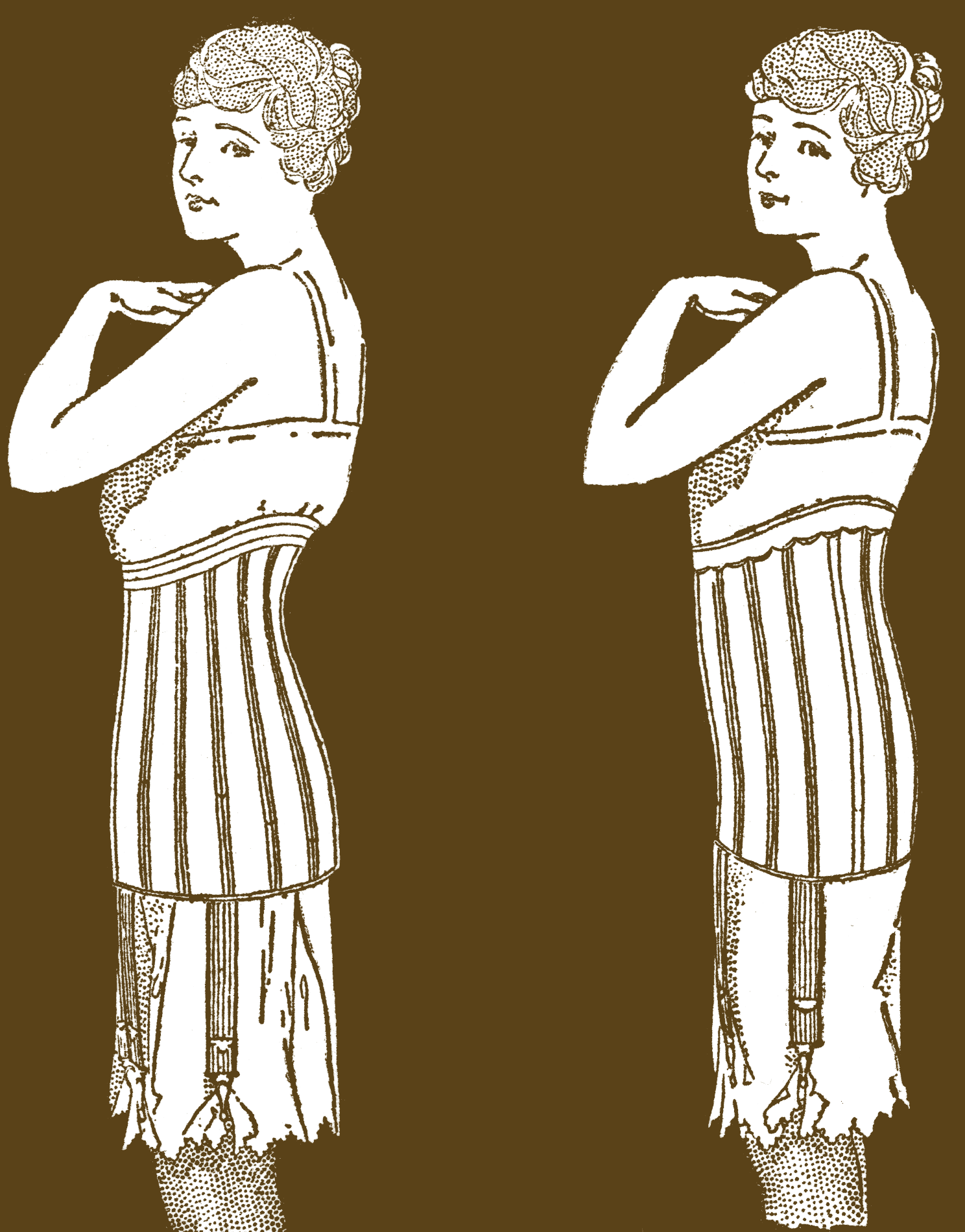
Comparació de la forma 1910 i 1920.
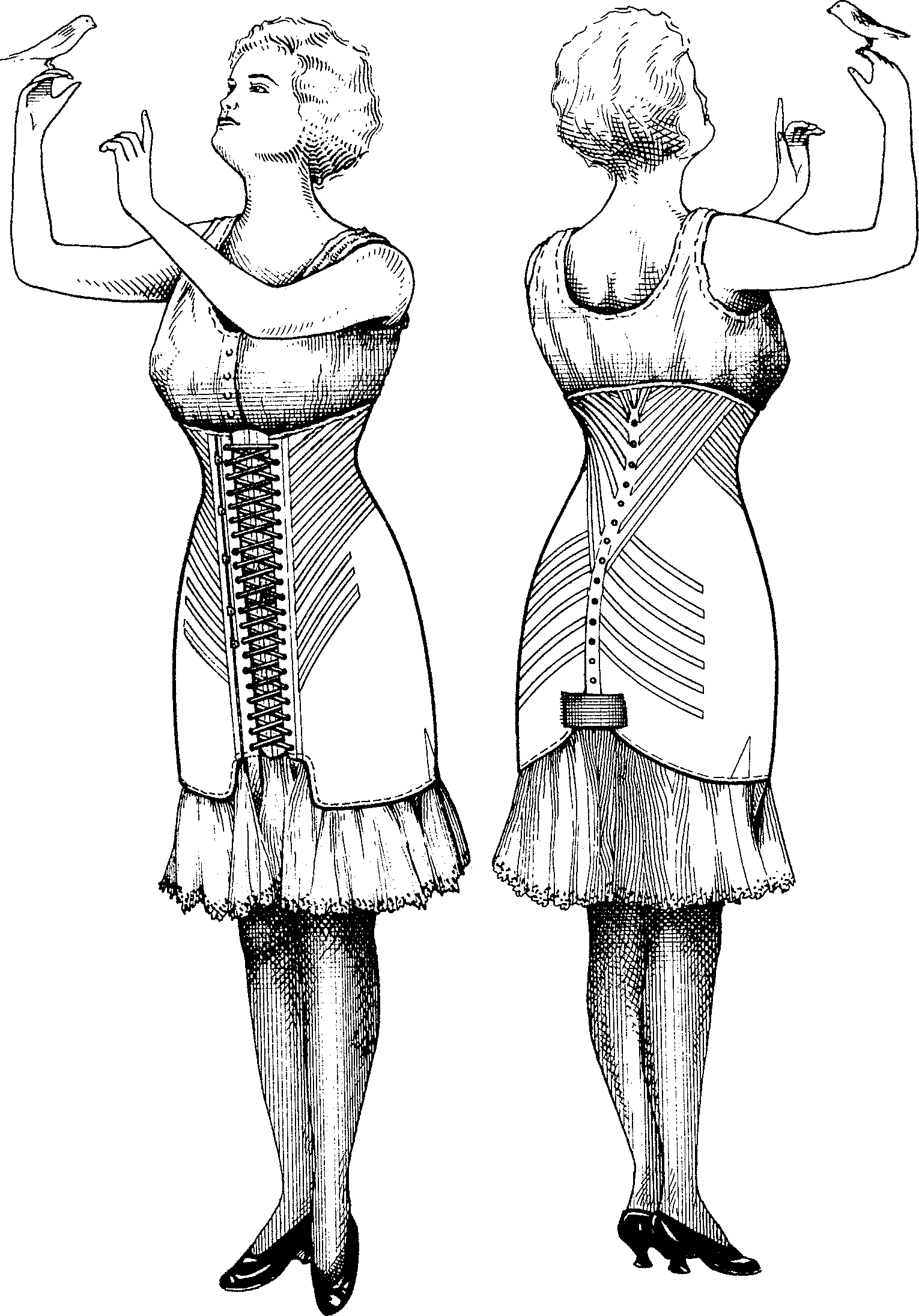
1917
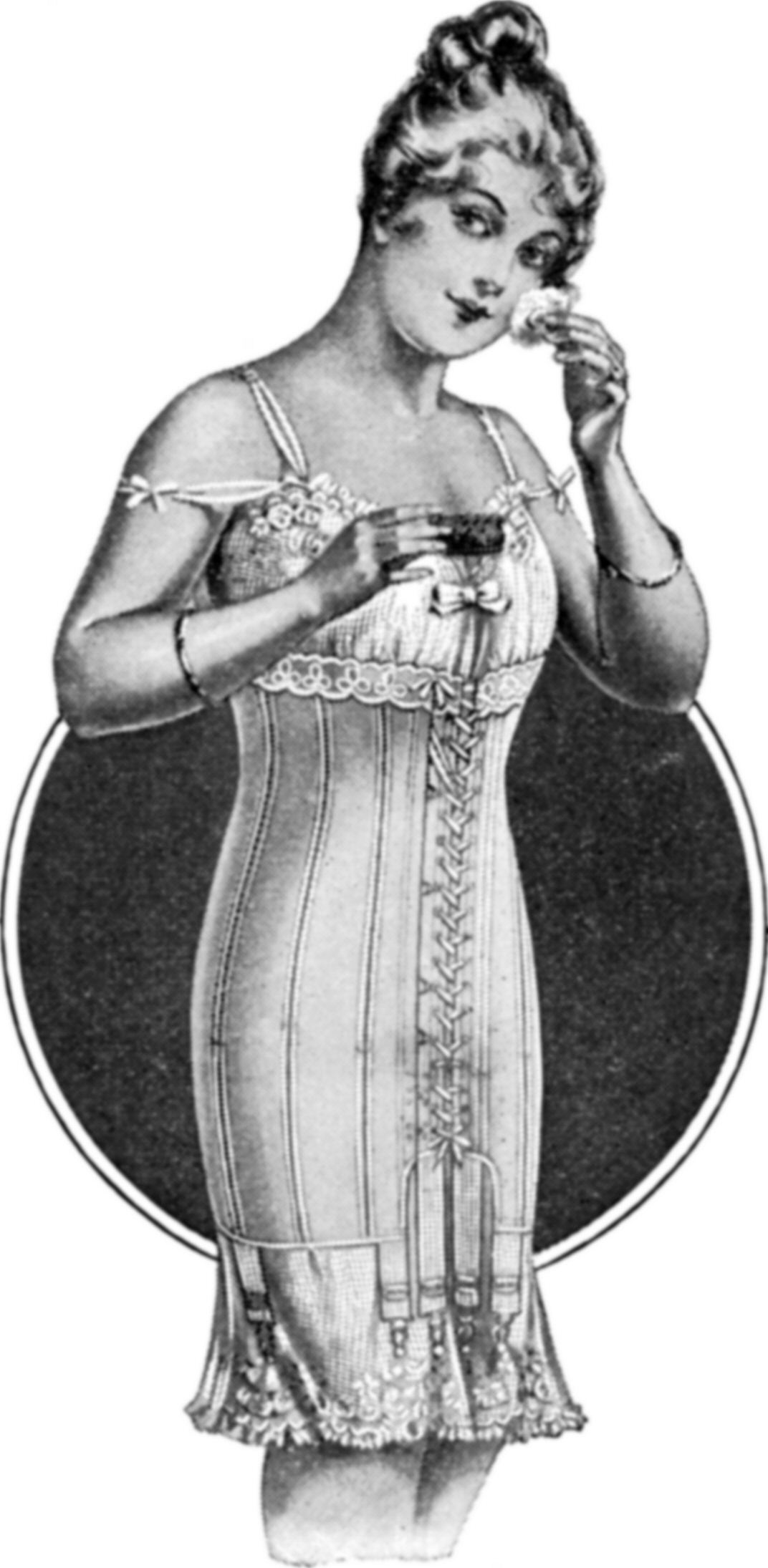
1917
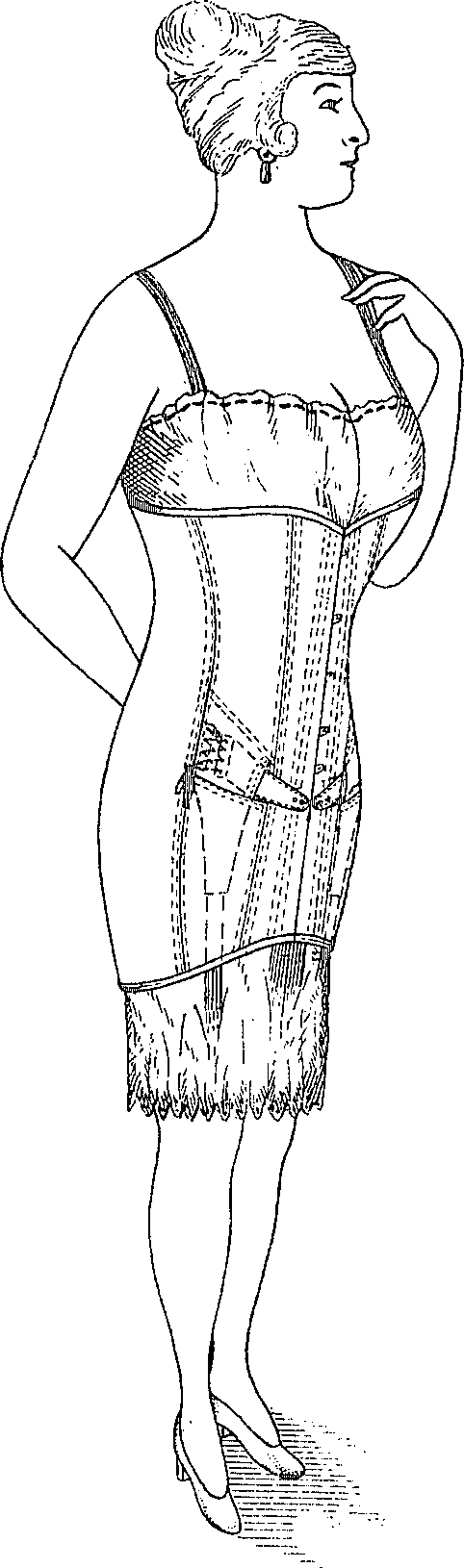
1918

### Anys 1930-1970
La cotilla pròpiament dita ja no existeix i ha estat reemplaçada per faixes elàstiques beix i roses que coneixeran diversos avatars a mesura que passen els decennis.
Als anys 1950-60 la dona retroba breument una vertadera cintura (per exemple, amb el New Look de Dior i les pin-ups americanes).
Es fabriquen encara algunes vertaderes cotilles, però per al teatre, l'òpera, les sessions de fotos d'estrelles del cine. En la vida quotidiana ja no existeix la cotilla. No obstant això ha evolucionat en altres peces de llenceria, però ja no per reduir la cintura i sense barnilles, només amb un objectiu estètic: guêpière, bustier.

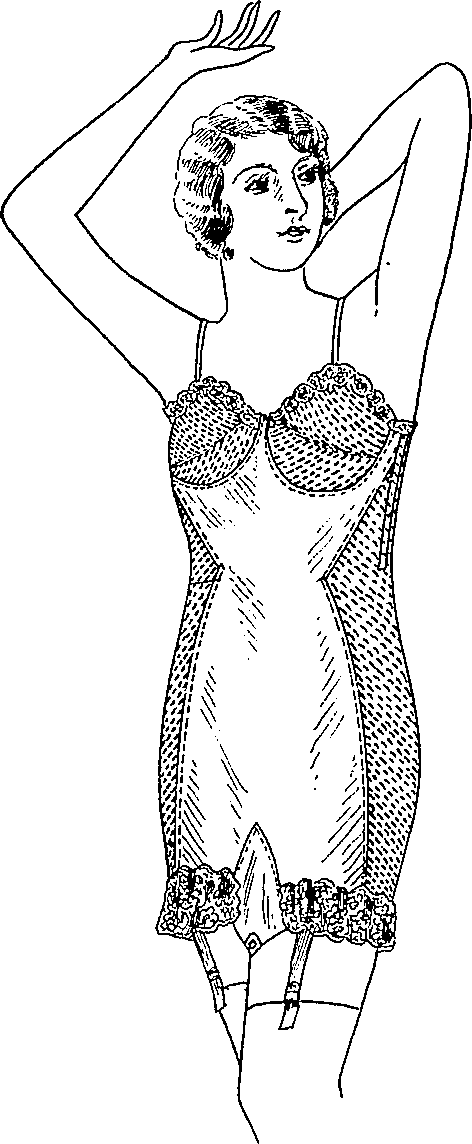
1932
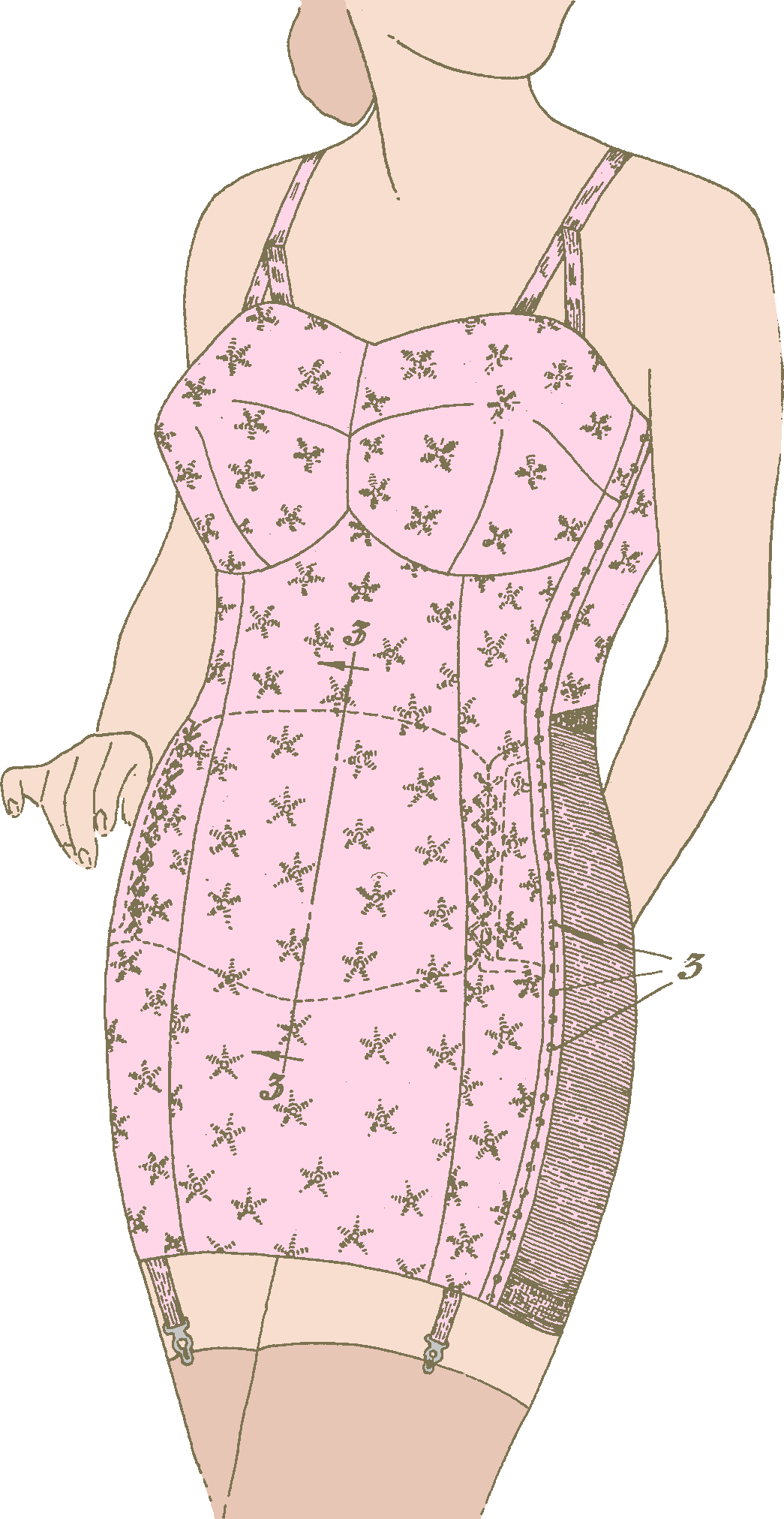
1948
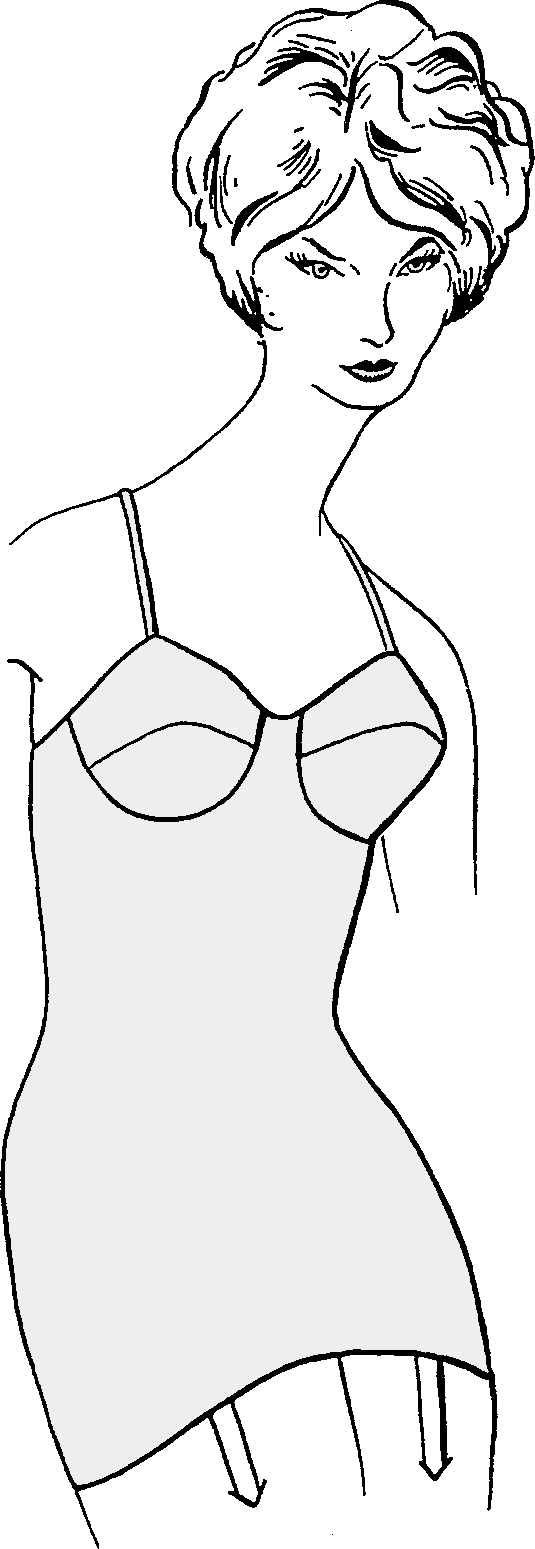
1963
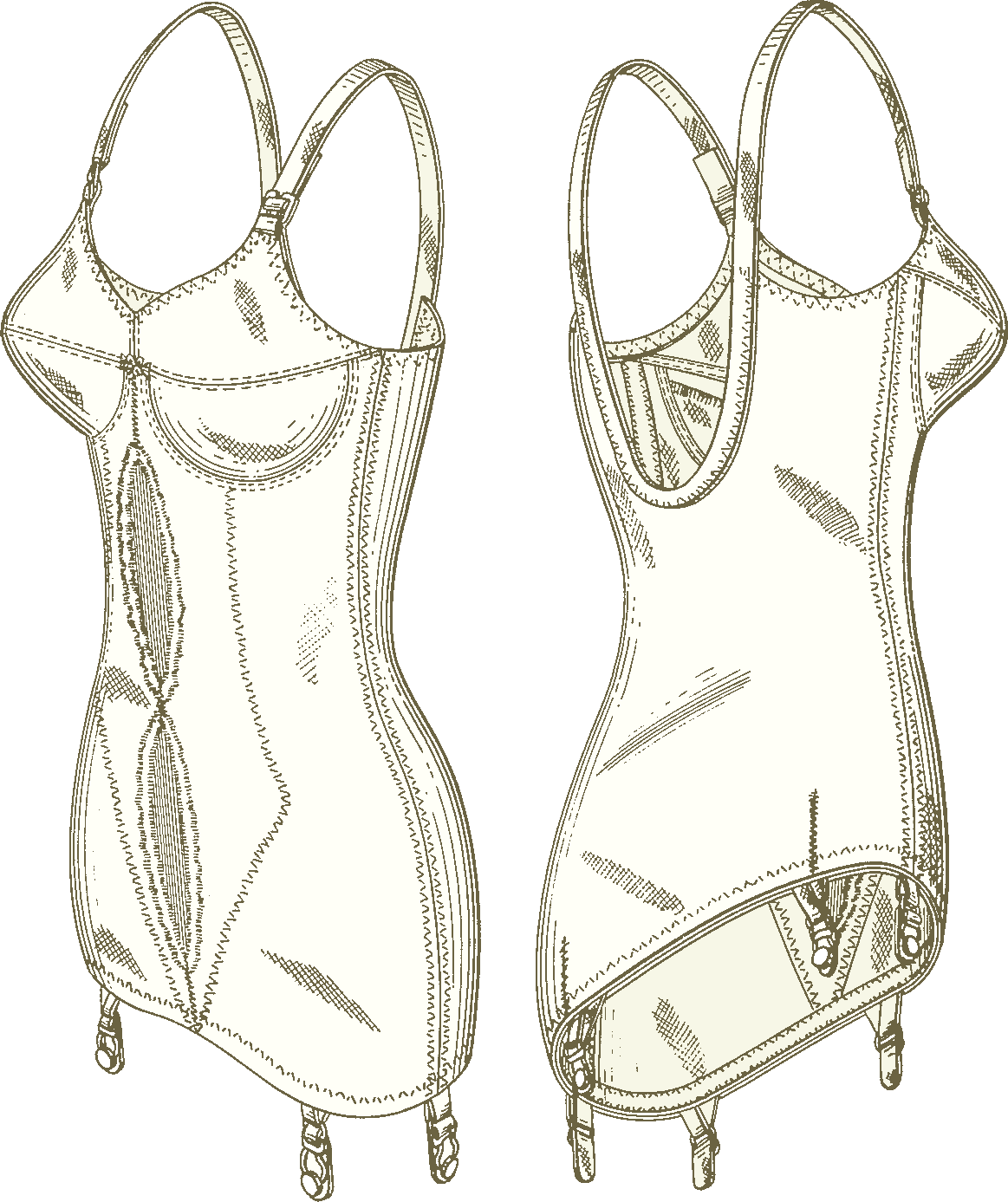
1975

### Cotilles modernes
La cotilla retorna amb la fi del segle xx; al principi tímidament en els anys 1980, i amb més força a la fi dels anys 1990. Les vertaderes cotilles tornen a existir, en marques de prêt-à-porter o fetes a mesura pels cotillaires, i sedueixen tant les novençanes com els gòtics.

## Tipologia
Des dels seus principis, al Renaixement, fins a la seua gairebé total desaparició en les primeres dècades del segle xx, la peça alta (cosset de barnilles, o cotilla) ha estat un element essencial del vestit de dona, tot i que ocasionalment també alguns homes (dandies, militars...) o xiquets n'han pogut portar.
També hi ha cotilles ortopèdiques utilitzades per redreçar les desviacions de la columna vertebral en casos d'escoliosi o de cifosi. Aquestes cotilles també poden ser utilitzades per alleujar les articulacions invertebrals en els casos de lumbàlgia.
Al Renaixement, el cosset de barnilles, de forma cònica, tenia com a propòsit principal aplanar el pit i disminuir les diferències morfològiques entre l'home i la dona. No va ser fins molt de temps després, al segle xix, que va accentuar profundament les característiques morfològiques femenines (silueta en forma de rellotge de sorra), tot i que les seues connotacions eròtiques no havien passat desapercebudes ja en el segle xviii. Aquesta ambivalència entre closca moral i signe exterior d'austera virtut per una banda; erotisme i diferenciació entre sexes de l'altra, l'ha perseguit tot al llarg de la seua existència.
Les zones considerades com més eròtiques o significatives del cos femení han anat canviant segons les èpoques: si avui dia sovint és el pit la zona més erotitzada, al segle xix era la cintura i la seua finor el que més es buscava. Per tant, la cotilla no afinava la cintura per destacar, per contrast, el pit o els malucs, sinó la mateixa mida de la cintura; fins i tot en moltes èpoques es van utilitzar diversos artificis sobre els malucs, per accentuar visualment la finor de la cintura.

## Elaboració

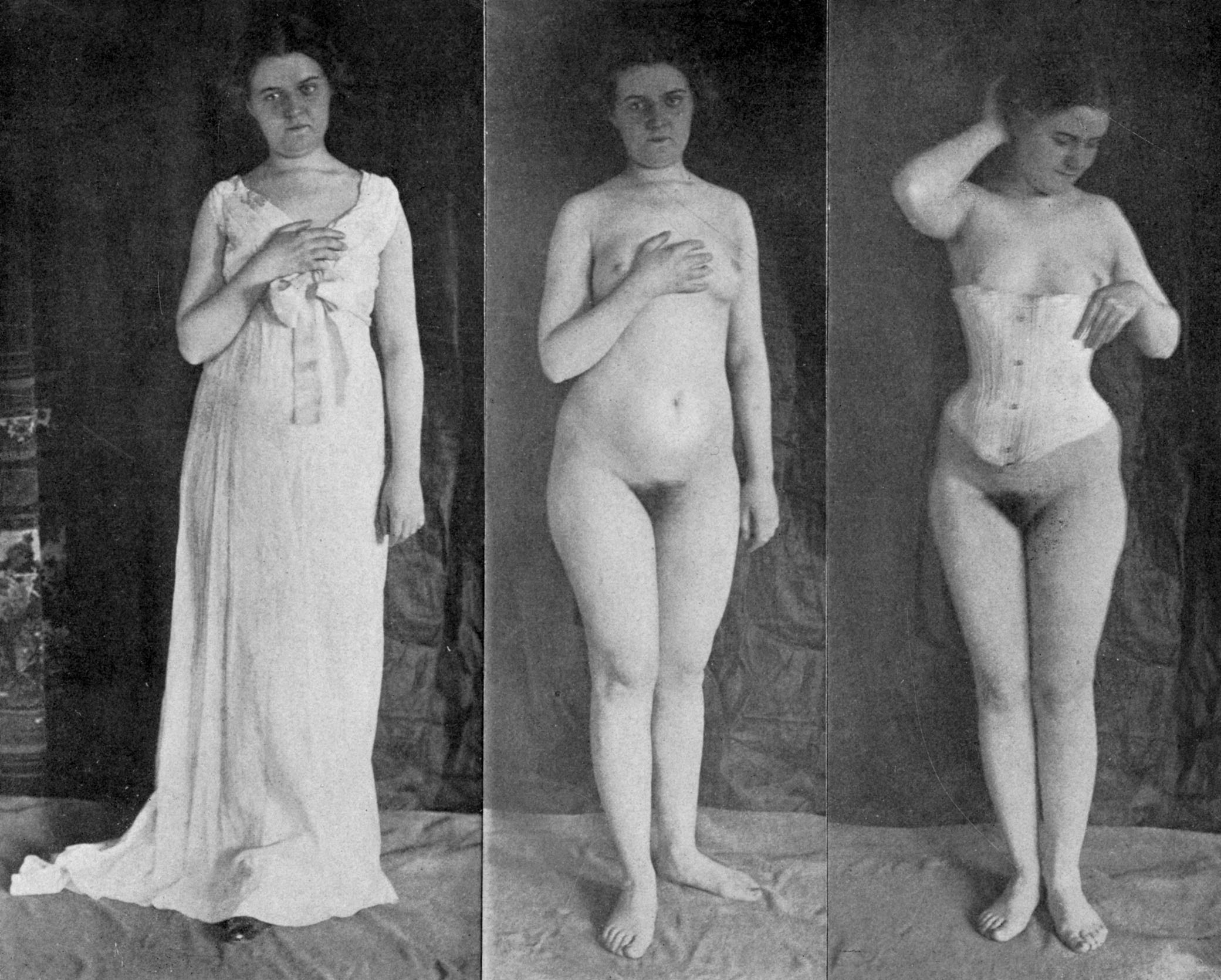
Una foto del llibre de Robert Wilson Shufeldt (1908) Studies of the human form for artists, sculptors, and scientists que il·lustra l'afinament de la cintura aconseguit amb una cotilla.

Les cotilles, malgrat llurs importants variacions de patronatge, de tall i de silueta al llarg dels segles, respecten generalment quatre grans elements de fabricació:
- estan fetes d'almenys una capa de cotí, una tela molt densa de cotó, adequada per a fer cotilles o matalassos ; a què es poden afegir altres capes suplementàries de cotí, un teixit «decoratiu» exterior o fins i tot un folre. Les cotilles d'una sola capa es portaven al segle xix durant l'estiu, perquè eren més lleugeres i «respiraven» millor.

- tenen un element rígid situat al centre de la part davantera. Entre els segles xvi i xviii, aquest element consistia en una llarga làmina de fusta, metall, marfil o os, que mantenia una rigidesa perfecta sobre la part anterior de la cotilla; de vegades era extraïble. Vers 1840 es va inventar un en dues parts, amb ganxets, que permetia obrir la davantera de la cotilla i, per tant, posar-se-la i treure-se-la més fàcilment.

- les barnilles. Fins a mitjan segle xix es feien de barbes de balena, o de vímet per a les persones menys afortunades. A partir de la Revolució Industrial van començar a aparèixer les barnilles d'acer, alhora rígides i flexibles; inicialment fetes de ferro i folrades de paper o de tela, avui dia són d'acer inoxidable cobert amb una capa de PVC per evitar el risc de rovell.

- el llaç i els traus. El llaç és l'element que permet, obert ben tou, poder posar-se la cotilla, i després, en estrenyir-lo, afinar la cintura. El principi de la cotilla era aprimar la cintura per la compressió del cos. Els traus per on es passa el llaç es brodaven a mà fins a principis del segle xix, moment en què van ser reemplaçats per traus metàl·lics, encara més sòlids.

## Crítiques higienistes

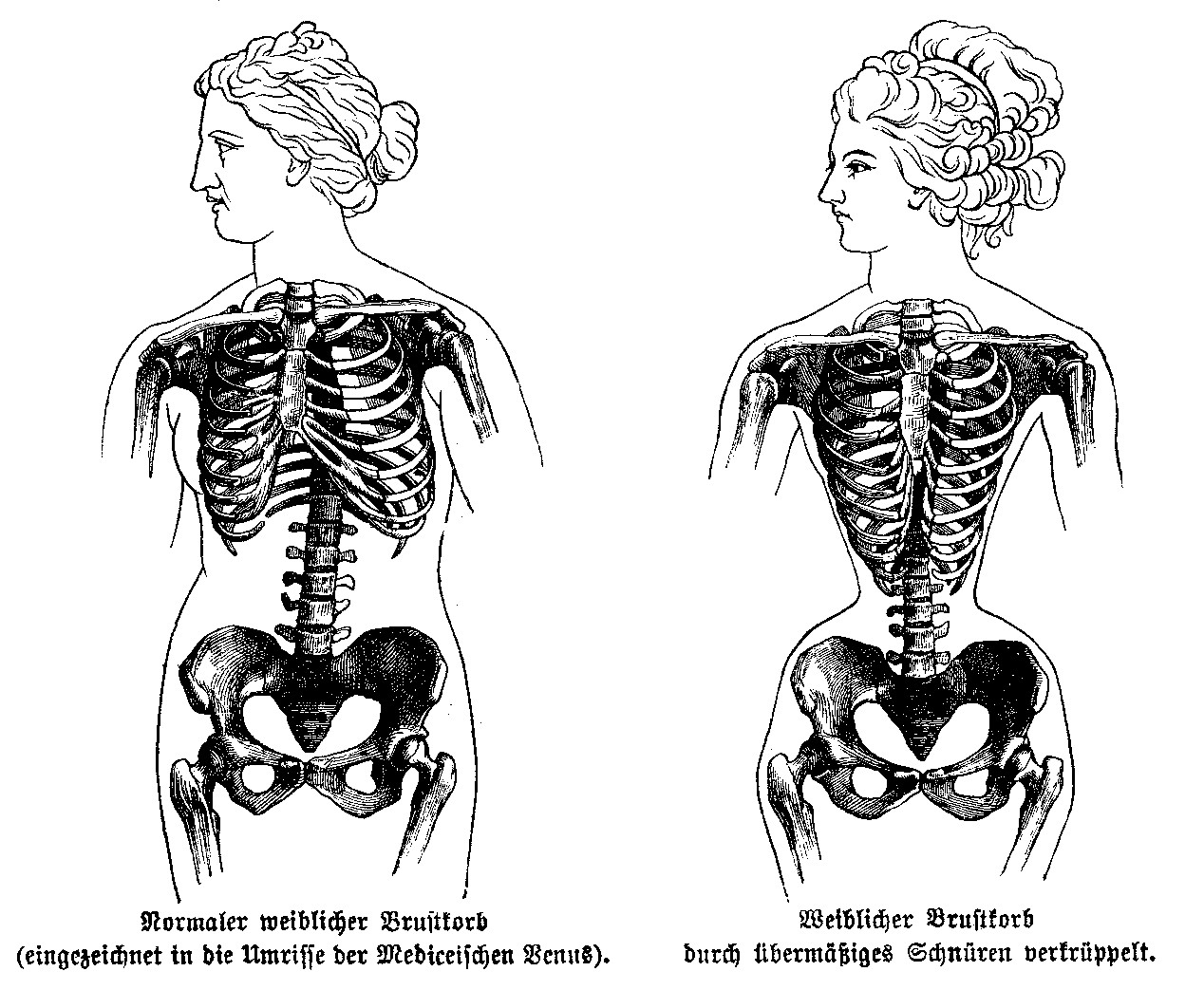
Efectes del corset excessivament apretat al cos de la dona

### Resum del recorregut històric de la cotilla
El segle xviii va conèixer en la seua segona meitat un retorn general als desitjos de simplicitat, d'allò natural; els vestits es van fer més lleugers i es van inspirar en la moda anglesa fluida i drapada.
Consegüentment, certs filòsofs higienistes van iniciar una guerra contra la cotilla, en particular Rousseau i Buffon, que la van descriure com a «espremedora de cossos». Per tant, la cotilla es va fer cada vegada amb menys barnilles, i es va posar de moda portar una cotilla bàsica, només de tela però sense barnilles ni estructures rígides, quan hom es trobava a casa seua o s'estava malalt. Algunes aristòcrates van començar a deslligar-se la cotilla per alletar els seus nadons, el que era inimaginable unes dècades enrere.
L'any 1770 es va publicar a França una cèlebre obra signada per un tal Bonnaud: La Dégradation de l'espèce humaine par l'usage du corps à baleines ('la degradació de l'espècie humana per l'ús del cosset amb barnilles').
Arran de la Revolució, la cotilla es va abandonar de colp a França per una moda inspirada en l'antiguitat, i les dames es passejaven vestides amb vels de musselina lleugera. La cotilla simbolitzava massa l'Antic Règim i els privilegis d'una noblesa ociosa com per no ésser llançada a un racó durant aquesta època... En aquests anys, les dones consideraven modern poder transportar tot el seu guarda-roba en una única bossa, i resultava impossible ficar-hi una cotilla, perquè no es podia plegar.
El retorn de l'ordre moral sotal l'Imperi va marcar el de la cotilla. No obstant això, va tornar amb una forma molt diferent a la cònica que havia tingut fins llavors: una forma de rellotge d'arena en principi més aviat destinada a sostenir la pitrera. No va ser més que a partir de 1830 que la cintura va esdevenir un important factor de seducció i la cotilla va ser vertaderament usada per reduir-la. Això va desencadenar de nou els atacs de moltes personalitats, que no van cessar de fer-li la guerra fins a la seua desaparició: és el que es diu la «campanya higienista».
Durant el segle xx, els enemics de la cotilla es van multiplicar: metges, feministes, reformadors de la moda i també moralistes i autoritats religioses. Tots ells van obtenir el suport de les mares de família preocupades de la seua salut i la de les seues filles, i fins i tot d'alguns fabricants de cotilles, com ara Inès Gaches-Sarraute, que va crear un nou model que suposadament no comprimia les vísceres cap avall i, per tant, no provocava prolapse. El seu enginyós nou patronatge va fer furor ràpidament entre les dames a la moda... que s'havien adonat que encara podien obtenir una cintura més fina amb aquesta nova cotilla! És la famosa silueta en «S» de la Belle Époque.

### Efectes de la cotilla sobre la salut

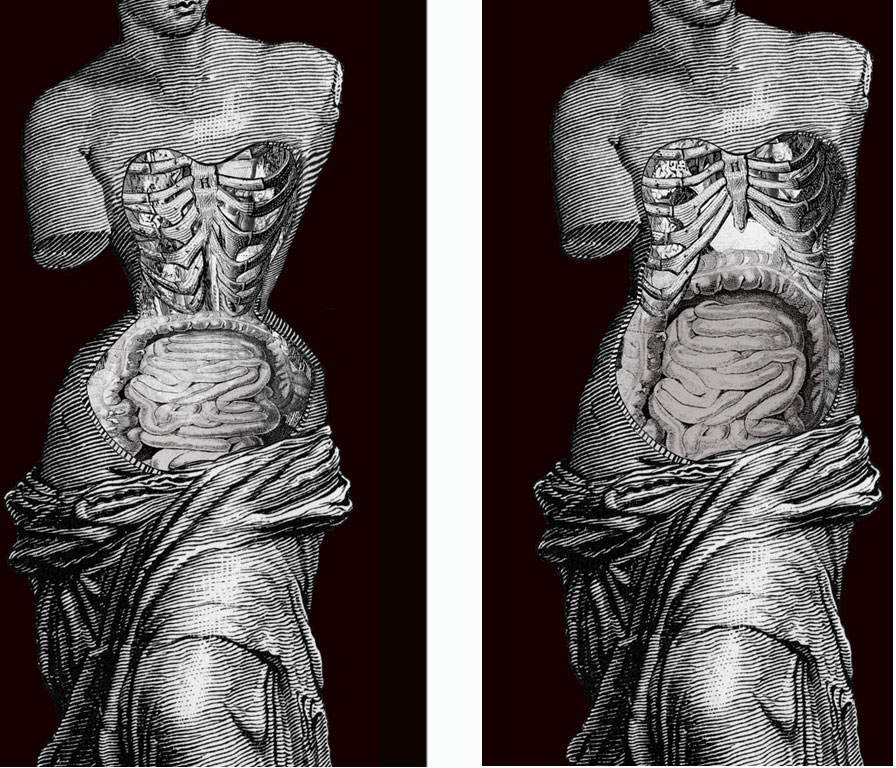
Efectes de la cotilla en el cos femení. Imatge de l'exposició permanent del Museu Valencià d'Etnologia.

Que se li reprotxava exactament a la cotilla? En primer lloc la constricció dels òrgans interns. Capacitat pulmonar i estomacal disminuïdes, ptosi i prolapse en els casos més greus, eren els seus majors inconvenients... Però també l'atròfia muscular, que es produïa amb l'ús continu d'any rere any, dels músculs abdominals i en menor mesura els dorsals, ja que, com que la majoria de l'esforç de suportar el tronc requeia sobre la cotilla, quedaven en desús. També es descriuen irritacions de la pell provocades pel fregament continu de les barnilles, si bé la cotilla mai es portava directament sobre la pell, sinó sobre roba interior de lli que protegia en certa manera la pell contra el fregament de la cotilla i la cotilla contra la suor corporal.
De manera molt més sorprenent, la cotilla es feia responsable d'efectes molt fantasiosos, que mostren fins a quin punt va servir de boc expiatori: tuberculosi, tifus, cirrosi, mugrons invertits, histèria, envelliment accelerat de la pell de l'escot. Avui dia hom sap que les causes d'aquestes afeccions no tenen cap relació amb l'ús de la cotilla.
Fins i tot els efectes més plausibles de la cotilla sobre la salut sembla que inclouen un cert component d'exageració. Si bé és cert que restringia en certa manera els moviments, el mite actual segons el qual les dones victorianes amb prou feines podien respirar i es desmaiaven amb els més petits esforços, lamentablement reforçat per nombroses pel·lícules, queda desmentit si es té en compte que les dones de classe treballadora també havien de portar cotilla per pressió social i de modèstia. Això no els impedia fer nombroses feines físiques, com ara treballar en fàbriques i mines, ajudar amb les feines del camp, carretejar aigua i pesos, dur nens a coll... Tampoc era un impediment a per a les dones de classe alta per a muntar a cavall, patinar o practicar el tir amb arc, o per a les cantants professionals per a projectar la veu en un teatre sense micròfons. De fet, nombrosos tallers dedicats a la reproducció de roba antiga reivindiquen que, si es corda correctament, una cotilla pot proporcionar un bon suport del bust i de l'esquena, com el que proporciona una faixa.
Cal tenir en compte que no era habitual estrènyer la cotilla desmesuradament. La imatge que ens arriba de la dona victoriana amb una cintura diminuta prové, en gran manera, dels dibuixos de les revistes de moda, la costum d'estrènyer més la cotilla el dia en què les dones anaven a fer-se un retrat, un cert grau de trucatge de les fotografies, i un cert grau d'il·lusió òptica amb les faldilles voluminoses. També s'ha vist exagerada per les caricatures fetes bé per atacar la cotilla, o bé per excitar les fantasies masculines, que esbiaixen la realitat.
Sí que és cert que un cert nombre de dones practicaven el tightlacing, és a dir, el fet d'estrényer molt la cotilla per tenir cintura de vespa, que podria tenir efectes més greus sobre la salut, tot i que això no era la norma. D'altra banda, la suposada pràctica segons la qual les dones s'operaven per extreure's les costelles més inferiors és probable que sigui un mite, tenint en compte que en aquella època les cirgurgies majors eren molt arriscades, doncs no hi havia antibiòtics per a tractar infeccions quirúrgiques, ni tècniques de suport vital durant l'operació, i l'anestèsia era encara rudimentària.

### El fenomen deltightlacing, la salut reproductiva i la pròpia sexualitat
Si aquests atacs relacionats per la salut de les dones eren encomiables, per contra les motivacions del clergat i de molts moralistes eren més inquietants. l'Església veia sobretot malament que la dona poguera constituir-se en ama del seu cos (moltes utilitzaven la cotilla com a mètode abortiu), que devia estar destinat a la procreació: l'obra de Déu no havia de ser deformada.
D'altra banda, més que el fet en si de portar cotilla, va ser el tightlacing el que va ser vilipendiat. No va ser tant l'objecte mateix com el seu ús el que va ser criticat. Sovint va ser jutjada com immoral, senyal de coqueteria i impediment per a un embaràs correcte. Charles Dubois, en la seua obra Considération sur cinq fléaux : l'abus du corset, l'usage du tabac, la passion du jeu, l'abus des liqueurs fortes et l'agiotage (1857) el va situar entre els vicis que sotmetien França.
El reprotxe que més sovint van fer-li els metges i els reformadors de la moda de finals del segle xix, que hom podia haver suposat més progressistes, era en efecte que la cotilla, i sobretot el tightlacing, eren una monstruositat que impedia les dones dur a terme el seu únic i vertader objectiu de la seua existència: la gestació dels infants. Els textos de l'època són terrorífics i tant el to com el vocabulari pamfletari emprats subratllen que el cos de la dona no li pertany a ella, no existeix més que com «receptacle» del fetus. Tot dret d'autoritat sobre el mateix cos, la pròpia sexualitat, es nega i es vitupera: el ventre de la dona ha de romandre lliure per poder ser omplert regularment. Quan s'evoquen els mals del tightlacing, és preocupant adonar-se que mai ho és respecte al confort o el dolor de la dona en tant que individu, sinó que sistemàticament hom al·ludeix a la seua coqueteria diabòlica i al seu atemptat culpable a «la salut de la raça» en posar-se malalta i fer que el fetus emmalaltisca i no puga accedir a la vida.
Tot i això, sembla que l'ús de la cotilla, i precisament la pràctica del tightlacing va representar per a moltes dones un mitjà indirecte de viure llur dret a la pròpia sexualitat (l'objecte ja havia esdevingut un fetitxe, tot i que potser més inconscientment, abans del sorgiment de les teories freudianes) i sobretot a posseir llur propi cos.
La pràctica del tightlacing podia ser doncs una manera, més o menys conscient, d'expressar el dret a accedir al propi cos, a existir com a dona i no únicament com a mare, i a tenir una forma d'auto-sexualitat, encara que fos indirecta. Algunes van poder usar el tightlacing cada dia per intentar avortar sense haver de recórrer a intervencions fetes en condicions sanitàries inadequades.

### Conclusions
En definitiva, la cotilla era un objecte més complex i amb més significats del que avui dia podem imaginar: no sempre «despossessió» del cos per una autoritat (tot i que algunes noies hagueren pogut viure malament la imposició per part de llurs mares), sinó també, de vegades, represa de la possessió, contra les crítiques, de la sexualitat i del cos en general.
En tot cas, si portar cotilla era gairebé obligatori durant tot el segle xix, i en menor mesura en els segles xvii i xviii, no ho era més que com a «suport» físic i suposadament moral, com a manteniment d'una relativa esveltesa i dretura per oposició a una flongesa culpable; una important reducció de la cintura (que és el que avui dia considerem normal per a l'època) era relativament rara.
Però és precisament el seu sentit més corrent, el de la dretura física associada a una rigidesa moral, la del manteniment de la dona dins dels bons costums i la submissió social, és el que va ser atacat fermament per les feministes i sufragistes a partir de la Belle Époque. Ja l'any 1904 les sufragistes es van oposar a l'ús de la cotilla. El 1910, Madame Doria va fundar a França la «Lliga de mares de família contra la mutilació de la cintura per la cotilla».
La moda de les danses llatinoamericanes (tango...), del foxtrot i d'altres que requerien lleugeresa i contorsió, així com a la penúria d'acer després de la guerra, van ser alguns dels elements que es van afegir als atacs cada vegada més generalitzats contra la cotilla, i que precipitarien el seu declivi a partir de la dècada del 1920.

## Les cotilles als museus

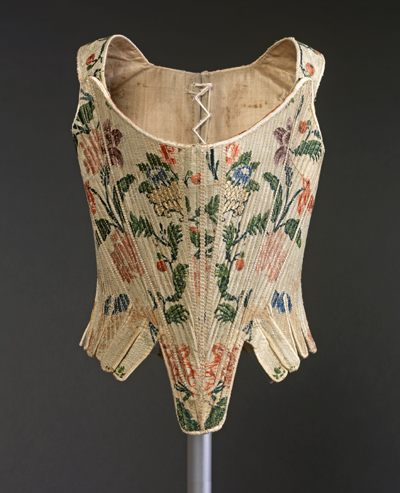
Cotilla femenina del conservada al MTIB

És habitual trobar, en els museus dedicats al tèxtil i la moda, diferents exemples de cotilles. En el Museu Tèxtil i d'Indumentària de Barcelona se'n conserven diverses. És el cas de la cotilla femenina de mitjans del segle xviii, feta amb seda llavorada i espolinada, i que segueix l'estil Lluís XV. Aquesta cotilla, procedent de les Guilleries, formà part de la famosa Col·lecció Rocamora i actualment està conservada a les col·leccions del DHUB.